# Ordre souverain militaire et hospitalier de Saint-Jean de Jérusalem, de Rhodes et de Malte
Vous lisez un « bon article » labellisé en 2007.
Pour les articles homonymes, voir Ordre de Saint-Jean de Jérusalem (homonymie), Ordre de Malte et Ordre de Saint-Jean.
L’ordre souverain militaire et hospitalier de Saint-Jean de Jérusalem, de Rhodes et de Malte est un ordre religieux catholique et une organisation caritative internationale dépendant du Saint-Siège. C'est l'une des organisations qui ont pris la suite de l'ordre de Saint-Jean de Jérusalem. Ses statuts actuels datent de 1961 et ont été revus en 1997 et en 2022.
C'est aujourd'hui une organisation à vocation caritative dont les actions humanitaires sont principalement tournées vers la lutte contre la pauvreté, mais également contre la lèpre et, de façon plus générale, contre la maladie, aidant les enfants, les sans-abri, les handicapés, les personnes âgées et les malades en phase terminale, les lépreux du monde entier sans distinction d'origine ethnique et/ou de religion. Par l'intermédiaire de son corps de secours mondial, Malteser International, l'Ordre vient en aide aux victimes de catastrophes naturelles, d'épidémies et de guerre et aussi ponctuellement par des missions de secourisme d’urgence lors de catastrophes naturelles, ou d’aide humanitaire envers les réfugiés lors de conflits armés. Il est actuellement présent dans plus de cent vingt pays à travers le monde.
Le siège de l’Ordre, le palais magistral, se trouve à Rome, via dei Condotti, près de la place d’Espagne. Il bénéficie du droit d'extraterritorialité de la part de l'Italie, comme la villa magistrale. L'Ordre est considéré comme un sujet de droit international public, exerçant une souveraineté fonctionnelle, différente de la souveraineté étatique. L'Ordre est observateur à l'Assemblée générale des Nations unies depuis 1994, cela lui a été accordé en raison de son « dévouement de longue date [...] à fournir une aide humanitaire » tout comme le Comité international de la Croix-Rouge.
Sa devise héraldique est, en latin, « Tuitio Fidei et Obsequium Pauperum » (« Défense de la foi et assistance aux pauvres »).

## Nom de l'Ordre
Le nom de l'Ordre est « ordre souverain militaire et hospitalier de Saint-Jean de Jérusalem, de Rhodes et de Malte ».
C'est dès sa présence à Saint-Pétersbourg que les chevaliers hospitaliers regroupés autour de Paul Ier commencent à utiliser et à généraliser le nom d'« ordre de Malte ». Mais c'est toujours sous le nom d'« ordre de Saint-Jean de Jérusalem » que l'Ordre est appelé dans le traité d'Amiens en 1802. C'est sous le nom d'« ordre souverain de Saint-Jean de Jérusalem » que deux mémoires sont remis en 1816 et 1817 à Louis XVIII pour plaider la cause de l'Ordre,.
Lors de la réunion sur la Croix-Rouge qui se tient à Berlin en 1869, des délégués de l'Ordre sont présents pour représenter l'« ordre souverain de Malte » et dans la 18e conférence internationale de la Croix-Rouge à Toronto les délégués représentent l'Ordre comme organisation internationale sous le nom d'« ordre de Malte ». La décision cardinalice du 24 janvier 1953 le nomme « ordre souverain militaire jérosolymitain de Malte ».
Il faut attendre la constitution de 1961 pour que l'Ordre prenne son nom actuel d'« ordre souverain militaire et hospitalier de Saint-Jean de Jérusalem, de Rhodes et de Malte » souvent abrégé en « ordre souverain militaire de Malte », « ordre souverain de Malte » ou « ordre de Malte ». En italien, langue officielle de l'Ordre, son nom est : Sovrano Militare Ordine Ospedaliero di San Giovanni di Gerusalemme di Rodi e di Malta avec les abréviations Sovrano Militare Ordine di Malta, Sovrano Ordine di Malta ou Ordine di Malta.
Le nom « Ordre de Malte » a été déposé légalement dans 16 variantes différentes de nom ainsi que ses emblèmes dans plus de 100 pays. L'Ordre a tenté sans succès d'interdire l'usage du nom « ordre de Saint-Jean de Jérusalem » à d'autres ordres prétendant également reprendre la tradition historique de l'ordre de Saint-Jean de Jérusalem. Par son arrêt du 20 mai 1999, la cour d'appel de Versailles confirme que l'usage de la croix de Malte et du nom d'« ordre souverain de Saint-Jean de Jérusalem » par une autre organisation constitue une usurpation. Les statuts actuels datent de 1961, ont été revus en 1997 et font, à partir de 2018, l’objet d’un projet de réforme qui aboutit en 2022.

## Historiographie

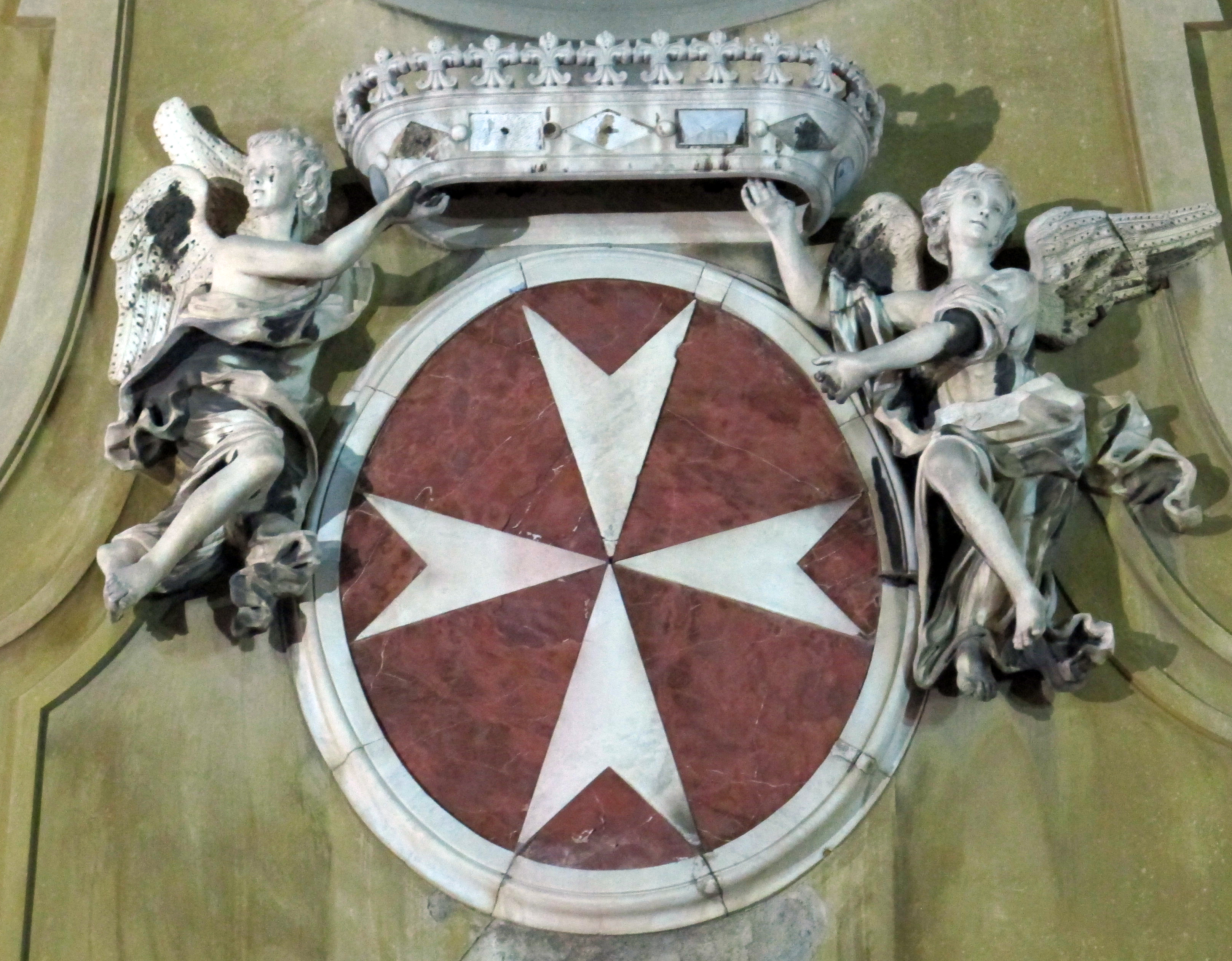
Armoiries des Hospitaliers montées à l'église San Giovannino dei Cavalieri de Florence.

L'ordre souverain de Malte est issu des Ospitalarii, les premiers moines hospitaliers servant à l'hospice Saint-Jean à Jérusalem. L'article 1er de la charte constitutionnelle actuelle de l'ordre souverain de Malte, intitulé De l'origine et de la nature de l'ordre observe au paragraphe 1 que « l’ordre souverain militaire et hospitalier de Saint-Jean de Jérusalem, dit de Rhodes, dit de Malte, issu des « Ospitalarii » de l’hôpital de Saint-Jean de Jérusalem, appelé par les circonstances à ajouter à ses tâches primitives d’assistance une activité militaire pour la défense des pèlerins en Terre Sainte et de la civilisation chrétienne en Orient, successivement souverain des Îles de Rhodes et de Malte, est un ordre religieux laïque, traditionnellement militaire, chevaleresque et nobiliaire ».
Il existe un désaccord entre historiens sur le point de savoir si l'ordre souverain de Malte « est » ou « n'est pas » l'ordre de Saint-Jean de Jérusalem, s'il en « prend » la suite ou en « reprend » sa tradition et son histoire. Certains historiens, comme le Français Alain Blondy, pensent qu'il aurait éclaté en plusieurs ordres survivants, d'autres comme l'Anglais Henry J. A. Sire ou le Maltais Victor Mallia-Milanes prétendent qu'il aurait cessé d'exister en fondant cette affirmation sur des éléments factuels hors des conditions religieuses tels que la confiscation des biens en France par la Révolution française, l'expropriation de Malte de l'ordre de Saint-Jean de Jérusalem par Bonaparte en 1798, la confiscation des biens de certains des grands prieurés hors de France (le grand-prieuré de Bohème ayant conservé les siens), l'appropriation de l'Ordre par Paul Ier, l'abdication du grand maître Ferdinand de Hompesch en 1799, le refus de reconnaître l'élection de Fra' Caracciolo par le pape Pie VII en 1809, la perte définitive de l'île de Malte par le traité de Paris en 1814 ou encore la multiplication d'ordres se réclamant de l'ordre de Saint-Jean de Jérusalem à partir de la seconde moitié du XIXe siècle.
Il n'en reste pas moins une profonde divergence entre la majorité des historiens[réf. nécessaire] et l'ordre souverain de Malte qui se réclame d'un millénaire d'engagement. « L'Ordre Souverain de Malte est une organisation atypique tant par sa longévité que par ses champs d'action. Depuis sa création, il y a plus de 950 ans, à Jérusalem, ses pionniers comme ses héritiers n'ont eu de cesse de perpétuer les valeurs originelles. » « Depuis plus de 950 ans, l'Ordre de Malte est présent sur de nombreux terrains d'urgence [...] Un engagement aux multiples facettes et à la longévité exceptionnelle. » Les formulations sont suffisamment ambigüe pour ne pas mettre le doigt sur ce problème : « Les époques changent, les besoins évoluent, mais la vocation des premiers « Hospitaliers » demeure inchangée à travers les siècles. »

## Histoire contemporaine

### Période noire
En 1798, l'ordre de Saint-Jean de Jérusalem est chassé de Malte par Bonaparte qui récupère la souveraineté de l'archipel. Le grand maître Ferdinand de Hompesch avait auparavant demandé à l'empereur de Russie Paul Ier de devenir le protecteur de l'Ordre. Après l'abdication de Hompesch, les 249 chevaliers de l'Ordre exilés en Russie au palais Vorontsov de Saint-Pétersbourg à la suite de Giulio Renato de Litta Visconti Arese, se réunirent en Russie proclament, le 10 octobre 1798, Paul Ier « grand maître de l'ordre de Saint-Jean ». Mais cette élection soulève de nombreuses objections. En effet, le tsar est orthodoxe et marié. Cet événement sans précédent dans l'histoire de l'Ordre amène le pape Pie VI à ne pas le reconnaître comme grand maître. L'empereur est aujourd'hui considéré par l'Ordre comme un grand maître de facto. C'est de l'abdication de Hompesch et de cette élection que certains historiens datent la fin de l'ordre maltais de Saint-Jean de Jérusalem.
Après la mort de Paul Ier, en 1801, son fils Alexandre Ier, conscient de cette irrégularité, décide de rétablir les anciens us et coutumes de l'ordre catholique des Hospitaliers, par un édit du 16 mars 1801 par lequel il laisse les membres profès libres de choisir un nouveau chef. Néanmoins, étant donné l'impossibilité de réunir l'ensemble des électeurs, le comte Nicolas Soltykoff assure l'intérim de la charge. Finalement, en 1803 pour tenter de sauver l'Ordre, il est convenu que la nomination du grand maître incombera uniquement et exceptionnellement au pape Pie VII. Le 9 février 1803, celui-ci choisit le candidat élu du prieuré de Russie, le bailli Giovanni Battista Tommasi comme premier grand maître nommé et non élu par des Hospitaliers. Alexandre Ier reconnut également l'élection en lui envoyant les insignes de grand maître qui avaient été détenus par Paul Ier.
L'Ordre cherche néanmoins à récupérer son territoire à Malte en vain (une des clauses du traité d'Amiens stipulait la restitution de Malte aux Hospitaliers). Le grand maître Tommasi installe ce qui reste de l'Ordre en Sicile, à Messine puis à Catane. L'Ordre essaya d'avoir d'autres quartiers généraux au Levant et sur la mer et négocia en 1823 avec les insurgés grecs pour collaborer avec eux dans la lutte contre les Turcs et avoir en compensation les îles au sud de la Morée et éventuellement retrouver Rhodes. À cet « État sans territoire », le pape Léon XII accorde en 1826 un couvent et une église à Ferrare. En 1834, l'Ordre réduit à un état-major s'installe définitivement à Rome.
En 1805, à la mort de Tommasi, aucun grand maître n'est élu à la tête de l'Ordre qui est alors gouverné par sept lieutenants qui se succèdent jusqu'en 1879. Après une « vacance » de 75 ans, c'est sur ces ruines que va se reconstruire l'ordre souverain de Malte avec l'élection d'un nouveau grand maître, Giovanni Battista Ceschi a Santa Croce, qui est approuvée par le pape Léon XIII en 1879.

### Création des divisions régionales
Pour remplacer l'organisation internationale traditionnelle en « langues » de l'Ordre qui a disparu de facto des « grands prieurés », dirigés par des membres subsistants, sont alors institués à partir de 1938 :
- 1916 - le grand prieuré de Rome ;
- 1938 - Le grand prieuré de Bohème ;
- 1938 - Le grand prieuré d'Autriche ;
- 1939 - le grand prieuré de Lombardie et de Venise ;
- 1939 - le grand prieuré de Sicile et de Naples ;
- 1993 - le grand prieuré d'Angleterre.

Et aussi par ses six sous-prieurés :
- le sous-prieuré Saint-Michel à Cologne (Allemagne) ;
- le sous-prieuré Saint-Georges et Saint-Jacques à Madrid (Espagne) ;
- le sous-prieuré Notre-Dame de Philerme à San Francisco (États-Unis) ;
- le sous-prieuré Notre-Dame de Lourdes à New York (États-Unis) ;
- le sous-prieuré de L'Immaculée Conception à Melbourne (Australie) ;
- le sous-prieuré de St. Oliver Plunkett à Dublin (Irlande).

### Création des fondations/associations
Il existe des « associations nationales » qui sont dirigées par des membres volontaires :
- 1859 : fondation d'un hôpital à Naples[18]
- 1864 : fondation de l'Association de Rhénanie-Westphalie[18]
- 1876 : fondation de l'Association britannique[18]
- 1877 : installation des premiers trains hôpitaux[18]

En 1879, le pape Léon XIII rétablit la dignité de grand maître qui était vacante. Le grand maître doit être obligatoirement noble et membre depuis au moins 15 ans de l'Ordre. Le chapitre général de l'Ordre élit Giovanni Battista Ceschi a Santa Croce à cette charge. À partir de ce moment, l'ordre souverain de Malte crée à travers l'Europe (et plus largement le monde) des fondations locales (compétences territoriales) :
- 1881 : fondation de l'Association d'Espagne[18]
- 1891 : fondation de l'association française des membres de l'ordre de Malte[18]
- 1914 : création des trains-hospitaliers pour soigner, sans distinction, les blessés de la grande guerre[18]
- 1927 : création des œuvres hospitalières françaises de l'ordre de Malte (OHFOM)[18]
- 1929 : fondation de l'association belge des membres de l'ordre de Malte.
- 1934 : fondation de l'Institut de médecine missionnaire[18]
- etc.

### Un ordre historique religieux, régulier et militaire
L'ordre souverain de Malte se dit « un État sans territoire. Neutre, impartial et apolitique, il possède sa propre constitution, ses propres institutions. Il émet des passeports et des timbres, et entretient des relations diplomatiques avec plus de 110 pays ou organisations internationales ». Si tout cela reste vérifiable, cela n'est pas suffisant pour en faire un état souverain, depuis la perte de Rhodes puis de Malte, il lui manque le principal, un territoire sur lequel il puisse étendre sa souveraineté (voir Ordre souverain - situation juridique internationale).
Depuis la seconde moitié du XIXe siècle et la création des associations nationales, la composition des membres de l'ordre souverain de Malte diffère de ce qu'elle pouvait être à l'époque de l'ordre de Saint-Jean de Jérusalem. En effet, à cette époque, les chevaliers de l'Ordre étaient :
- tous des religieux ayant prononcé les trois vœux de chasteté, obéissance et pauvreté et un quatrième vœu de soin aux malades ;
- vivaient de façon conventuelle lorsqu'ils se trouvaient à Jérusalem, puis à Rhodes, puis à Malte où le Couvent concernait toute l'île ;
- étaient soumis à la Règle, d'inspiration augustinienne, inaugurée par Raymond du Puy (vers 1130 et approuvée par le pape Calixte III en 1153).

### Un ordre moderne laïc, séculier et civil

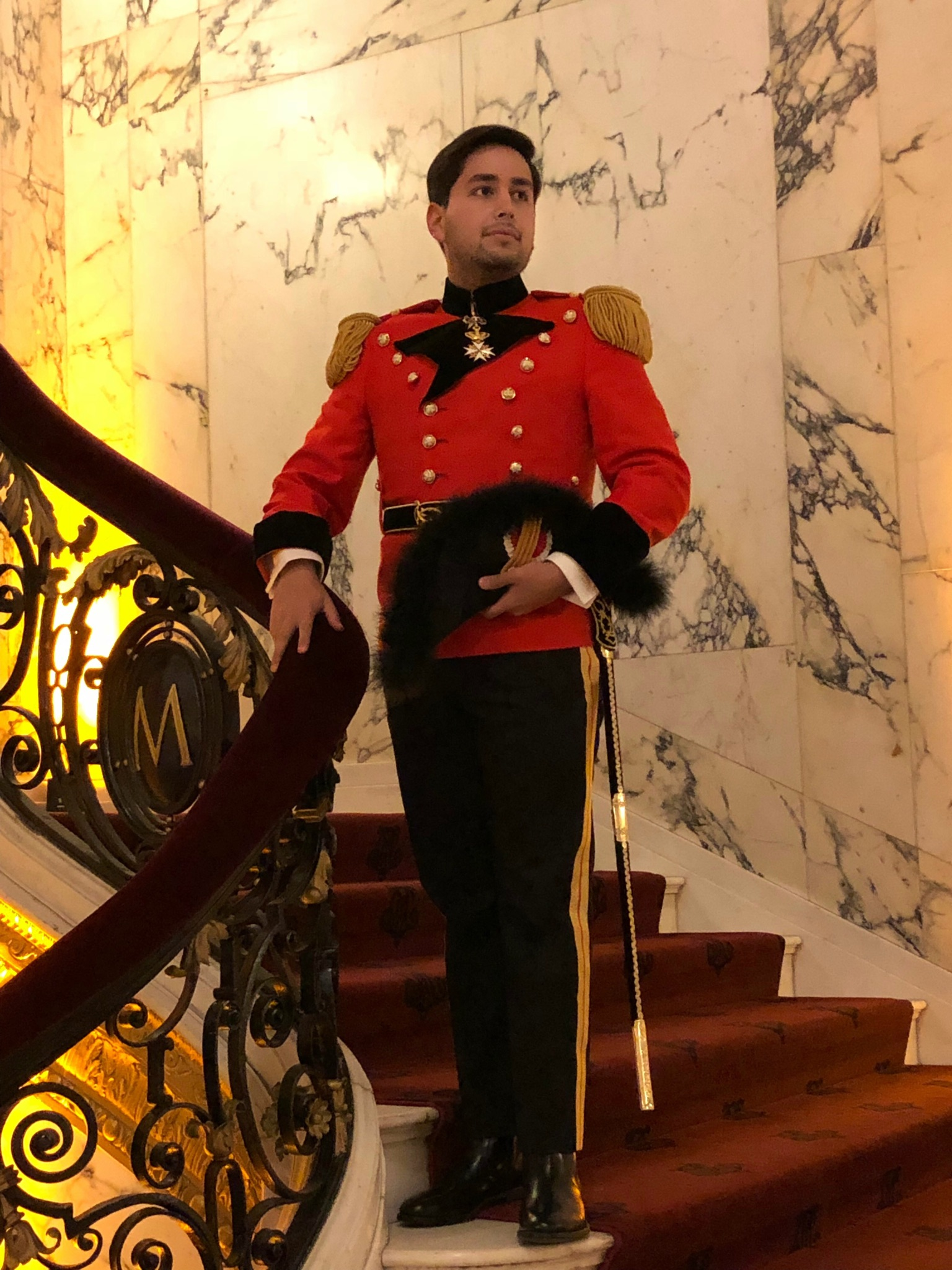
Uniforme militaire traditionnel des Grands Maîtres.

Depuis au moins 1864, la plupart des chevaliers sont des laïcs, vivant dans le siècle, qui se sont engagés solennellement à consacrer une partie de leur temps au service des pauvres et des malades, mais n'ont pas prononcé de vœux religieux. Les rares chevaliers religieux, 56 en 2023, vivent également dans le siècle mais se retrouvent régulièrement pour des retraites.
En 2011, on compte par exemple en France : 4 chevaliers profès (qui prononcent des vœux évangéliques : obéissance, chasteté et pauvreté) et 2 chevaliers à vœux simples sur 542 chevaliers laïcs dont 23 chevaliers en obédience (qui prononcent une promesse d'obédience).
De la même manière, les chevaliers étaient aussi des militaires et combattaient fréquemment. Aujourd'hui, les chevaliers sont des civils qui n'exercent plus le métier des armes et les grades dans l'Ordre ne correspondent plus à des fonctions militaires mais sont purement honorifiques.

### Crise de 1951
En 1951, à la mort du grand maître Ludovico Chigi Albani della Rovere, le cardinal Nicola Canali, grand maître de l'ordre équestre du Saint-Sépulcre de Jérusalem et grand prieur de l'ordre souverain de Malte à Rome, essaya en vain de se faire élire grand maître de l’ordre souverain de Malte, ; mais le cumul de ces fonctions avec celle du Saint-Sépulcre étant incompatible, on lui refuse donc la possibilité de se présenter. Non satisfait, le cardinal cherche le soutien du Vatican afin de retirer à l'ordre souverain de Malte son caractère souverain et le mettre sous l'unique tutelle du Saint-Siège. Ses desseins échouent, mais il en résulte une profonde crise.
Il faudra une décision cardinalice du pape Pie XII pour mettre fin aux velléités des uns et des autres. Cette commission de trois cardinaux s'est prononcé le 24 janvier 1953 sur deux sujets en question : l'« ordre souverain militaire jérosolymitain de Malte » (nom alors de l'ordre souverain de Malte) est-il toujours un ordre religieux et est-il encore souverain ? Dans les deux cas les réponses sont plus que mitigées.
Mais cette décision a été annulée en 1961 par le pape Jean XXIII. Le Siège apostolique reconnait que l'Ordre est un ordre religieux seulement par ses membres chevaliers qui ont fait leurs vœux religieux mais pas ordre religieux dans son ensemble, les diverses organisations nationales charitables ne peuvent se prévaloir du statut de religio. Enfin il ne reconnaît pas à l'ordre de Malte « cet ensemble de pouvoirs et de prérogatives qui sont propres aux entités souveraines dans le plein sens du mot », mais il le reconnaît : d'une part comme dépendant de lui (incardiné) concernant les questions spirituelles (droit canonique) de ses membres in religio, et comme sujet indépendant d'autre part, entretenant avec lui des relations bi-latérales internationales.
Un premier projet de charte constitutionnelle est mis au point en 1956 et reconnue applicable par le pape pour une durée probatoire de trois ans.
Au sortir de cette crise, une nouvelle charte constitutionnelle est promulguée pour un « ordre souverain militaire et hospitalier de Saint-Jean de Jérusalem, de Rhodes et de Malte » et approuvée le 27 juin 1961 par le pape Jean XXIII ce qui met un terme à dix ans de tumultes. Angelo de Mojana di Cologna est élu grand maître le 8 mai 1962. Cette constitution de 1961 a été modifiée les 28 et 30 avril 1997.

### Critiques de l'Ordre dans les années 1960
Des critiques, notamment eu égard au fait que depuis cette époque les œuvres se sont développées mais aussi sur l'aspect sociologique du recrutement, ont été formulées dans les années 1960 par Philippe du Puy de Clinchamps. Il déclare « l’ordre dit de Malte, hors quelques œuvres charitables (notamment dans la lutte contre la lèpre), dépense surtout ses forces pour des questions de préséances et dans des querelles intestines ». Il reproche à cet Ordre de n'avoir plus les mêmes exigences en matière de recrutement, il écrit « ordre dit de Malte sous-entend noblesse, on y entre pour paraître noble sans l’être le moins du monde et ceci, en France tout particulièrement ». Il déclare, qu'au moins en France, l'admission dans l'ordre souverain de Malte est devenue « principalement le refuge de la fausse noblesse » ou encore « en 1957, qui est noble va à l'ANF, qui voudrait l'être va à Malte ».
Au moment de la crise de 1951, la question de la reconnaissance de l'Ordre en tant qu'État souverain par l'Italie a fait débat dans sa classe politique. Un député communiste[Qui ?] a dit « L'ordre de Malte est la façon la plus absurdement compliquée de faire un peu de bien ».

### Crise de 2017
En 2017, Fra' Matthew Festing quitte la direction de l'ordre souverain de Malte. Les raisons de ce départ (c'est la première fois de l'histoire de l'Ordre qu'un grand maître est « démis » par le pape) s'expliquent par l'existence d'un conflit larvé entre le grand maître et son numéro deux, l'Allemand Albrecht von Boeselager, qui perdurait depuis plusieurs années, sur fond de divergences idéologiques, le premier étant réputé plus conservateur et le second souhaitant réformer l'Ordre vers davantage d'humanitaire.
L'élément déclencheur officiel de la décision du pape est le fait que Matthew Festing avait renvoyé son numéro deux (réintégré depuis), en présence et sous l'autorité du cardinal Raymond Burke, cardinal protecteur et représentant du pape, après avoir appris qu'il aurait couvert le fait que l'Ordre aurait distribué des préservatifs et des moyens abortifs en Afrique et en Asie, à l'insu des instances romaines,.
Le 22 décembre 2016, le pape François a mis en place une commission d'enquête dont font partie Silvano Tomasi, ancien nonce apostolique en Éthiopie (en), en Érythrée (en) et à Djibouti, le jésuite canoniste Gianfranco Ghirlanda, l’avocat Jacques de Liedekerke, le banquier suisse Marc Odendall et Marwan Sehnaoui, président de l’association libanaise de l’Ordre. Mais le 23 décembre le grand maître écrit une lettre (acte rare d’opposition) dans laquelle il juge « inacceptable » la nomination de cette commission et « le remplacement de l’ancien grand chancelier est un acte de gouvernement interne de l’ordre souverain de Malte et, par conséquent, relève uniquement de sa compétence » indique le grand maître. Celui-ci ayant mis en cause le secrétaire d’État du Saint-Siège, le cardinal Pietro Parolin répond à Fra’ Matthew Festing qu'il apparaît que le pape n’a jamais voulu le renvoi du grand chancelier Albrecht von Boeselager. Cette affaire a brusquement resurgi peu de temps avant la nomination à l’Institut pour les œuvres de religion (IOR) de Georg von Boeselager, son frère qui avec deux autres banquiers ont été nommés par le pape pour remplacer des responsables de l’IOR qui, défendant l’idée de créer un fonds d’investissement au Luxembourg auquel s’opposait le pape,.
« Le délégué spécial aura la charge d’être mon porte-parole exclusif durant la période de son mandat pour tout ce qui regarde les relations de l’Ordre avec le Saint-Siège », précise le pape, qui ainsi retire toute responsabilité au cardinal Raymond Burke, en  nommant le 4 février 2017, le substitut de la secrétairerie d’État, Giovanni Angelo Becciu, représentant spécial du pape auprès de l'Ordre. Le grand commandeur de l'Ordre, Ludwig Hoffmann von Rumerstein (en), assure l'intérim des fonctions de grand maître,, jusqu'à l'élection, le 29 avril 2017, de l'Italien Giacomo Dalla Torre del Tempio di Sanguinetto à la tête de l'Ordre, en tant que lieutenant de grand maître, pour un an,,. Il doit préparer une réforme de l'Ordre, principalement pour les conditions d'élection du grand maître.
Le pape met de côté le cardinal patron de l'Ordre Raymond Burke jusqu'à ce qu'un nouveau grand maître soit élu. La prise de contrôle effective de l'Ordre par le Pape a été perçue par certains comme une rupture avec la tradition et l'indépendance de l'Ordre. En mai 2017, l'Ordre a nommé Mauro Bertero Gutiérrez, membre bolivien du Conseil de gouvernement, pour diriger son processus de réforme constitutionnelle. En mai 2018, lorsqu'un nouveau grand maître a été élu, François a prolongé indéfiniment le mandat de Becciu. Le pape reçoit le 23 juin 2017 Giacomo Dalla Torre del Tempio di Sanguinetto et l'ordre souverain de Malte pour signifier la fin de la crise.
Lorsque le Chapitre général de l’Ordre s’est réuni en mai 2019, trois des 62 participants étaient pour la première fois des femmes.

### Réforme de 2022
Le 3 mai 2018, Giacomo Dalla Torre del Tempio di Sanguinetto est élu grand maître. Après son décès brutal le 29 avril 2020,,, l'intérim est assuré, selon l'article 17 de la Constitution de l'ordre souverain de Malte, par le grand commandeur, Fra' Ruy Gonçalo do Valle Peixoto de Villas Boas (en),.
Après la démission le 24 septembre 2020 de Giovanni Angelo Becciu, le pape nomme archevêque, le futur cardinal Silvano Tomasi le 1er novembre 2020 comme son délégué spécial auprès de l'Ordre, réitérant les responsabilités de cette fonction en tant que son unique représentant, pour le remplacer avec toute latitude pour mener à bien la réforme de l'Ordre voulue par le pape. Le 8 novembre suivant, Fra' Marco Luzzago est élu lieutenant du grand maître pour assurer l'intérim pendant une année,. Il doit convoquer de nouveau le Conseil complet d’État avant la fin de son mandat en novembre 2021.
Le 25 octobre 2021 le pape donne tous pouvoirs à Tomasi pour :
- Convoquer le Chapitre Général Extraordinaire à une date à déterminer et en assurer la co-présidence ;
- Définir un règlement ad hoc pour la composition et la célébration du Chapitre Général Extraordinaire ;
- Approuver la Charte constitutionnelle et le Code ;
- Procéder au renouvellement du Conseil souverain conformément aux nouveaux textes réglementaires ;
- Convoquer le Conseil d'État au complet pour l'élection d'un nouveau grand maître.

Il prolonge Marco Luzzano « jusqu'à la conclusion du Chapitre général extraordinaire et l'élection ultérieure d'un nouveau grand maître par le Conseil d'État »,. Mais Marco Luzzano meurt le 7 juin 2022 et est remplacé une nouvelle fois à titre intérimaire par Fra' Ruy Gonçalo do Valle Peixoto de Villas Boas.
Le 13 juin 2022, le pape François n'attend pas le délai prescrit par les textes de l'Ordre et prend la décision de nommer lui-même Fra' John Timothy Dunlap lieutenant du grand maître pour un an avec la directive de continuer la préparation de la réforme des statuts de l'Ordre. C'est la première fois dans l'histoire de l'ordre souverain de Malte qu'un nord-américain arrive à ce niveau de responsabilité.
Mais le 3 septembre 2022, c'est en force que le pape François prend un décret pour annoncer la promulgation de la nouvelle charte constitutionnelle de l'Ordre,, accompagnée de la dissolution du Sacré Conseil. Pour justifier sa nouvelle charte constitutionnelle, le pape François rappelle une décision prise en 1953 par un Tribunal des cardinaux selon laquelle « les prérogatives de l’Ordre […] ne constituent pas cet ensemble de prérogatives et pouvoirs propre aux États souverains ». « Étant un ordre religieux, il dépend […] donc du Saint-Siège ». Il décide aussi du remplacement du Sacré Conseil par une instance provisoire de treize membres nommés par lui. Il s'agit de : Fra' Emmanuel Rousseau (grand commandeur), Fra' Riccardo Paternò di Montecupo (grand chancelier), Fra’ Alessandro de Franciscis (grand hospitalier), Fra' Fabrizio Colonna (receveur du commun trésor) et de Fra' Roberto Viazzo, Fra' Richard Wolff, Fra' John Eidinow, Fra' João Augusto Esquivel Freire de Andrade, Fra' Mathieu Dupont, Antonio Zanardi Landi, Michael Grace, Francis Joseph McCarthy, Mariano Hugo de Windisch-Graetz. Ce Sacré Conseil provisoire sera en charge de l'Ordre jusqu'au 25 janvier 2023, fête de la conversion de Saint Paul, date à laquelle le pape décide que se tiendra le chapitre général extraordinaire. Il confirme aussi le rôle du Délégué spécial jusqu'à la conclusion du Chapitre général extraordinaire,.
Le projet de réforme prévoit que l’ordre souverain de Malte soit « un sujet du Saint-Siège », c’est-à-dire du Vatican, ce que les chevaliers, principalement allemands, refusent, craignant de voir l’Ordre réduit à « une association de religieux ». La souveraineté de l'Ordre est aussi dans le débat. Le 3 septembre 2022, le Saint-Père approuve la nouvelle Constitution et le Code y afférents par son propre décret.
Le 25 et 26 janvier 2023, le Chapitre général a élu pour un mandat de six ans au Conseil souverain les mêmes quatre membres que François avait nommés en septembre précédent et six des neuf conseillers qu'il avait nommés. Le 3 mai 2023, Fra' John Timothy Dunlap est élu grand-maître. Le 19 juin 2023, le pape François a nommé le cardinal Gianfranco Ghirlanda pour succéder à Burke comme patron.
En fait, la crise de 2017 débouche sur une réforme complète de la Charte constitutionnelle en 2022. Elle est faite, sous le contrôle du pape, par le cardinal Silvano Tomasi avec le lieutenant du grand maître John Dunlap qui est là pour la faire passer auprès de l'Ordre.

## Ordre souverain, militaire et hospitalier

### Ordre souverain - situation juridique internationale

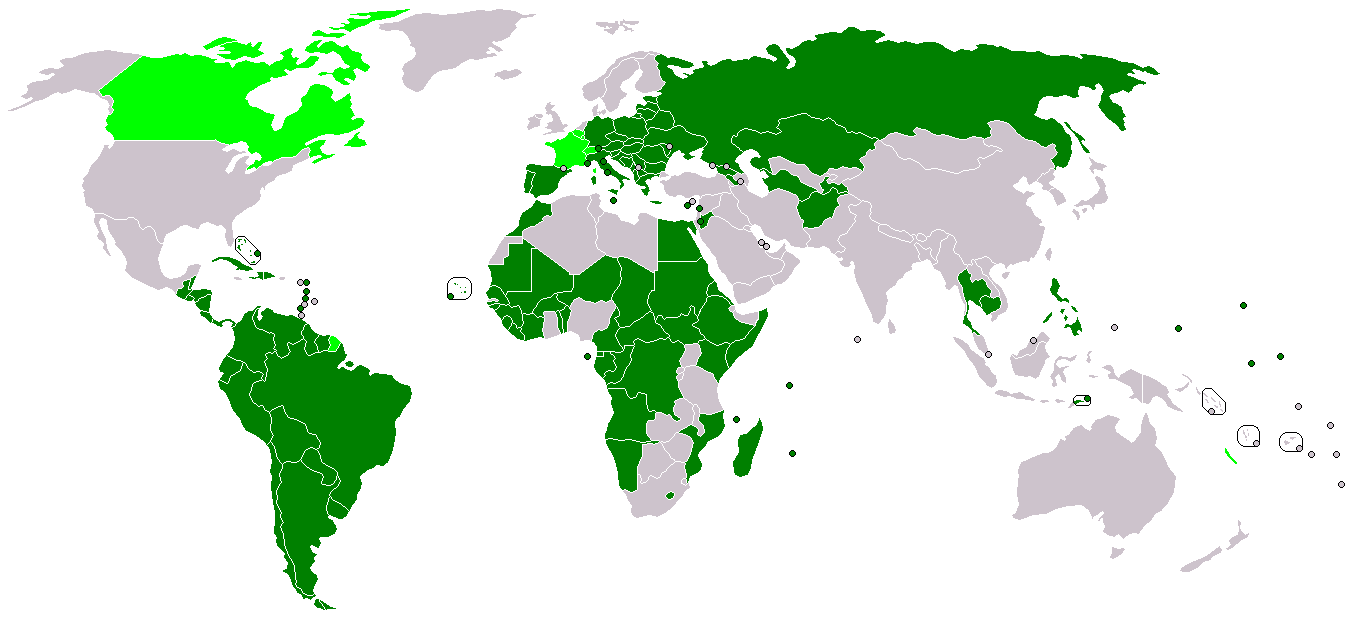
Relations internationales de l'OSM
relations bi-latérales
autres relations (Associations, …)
pays n'ayant pas de relation

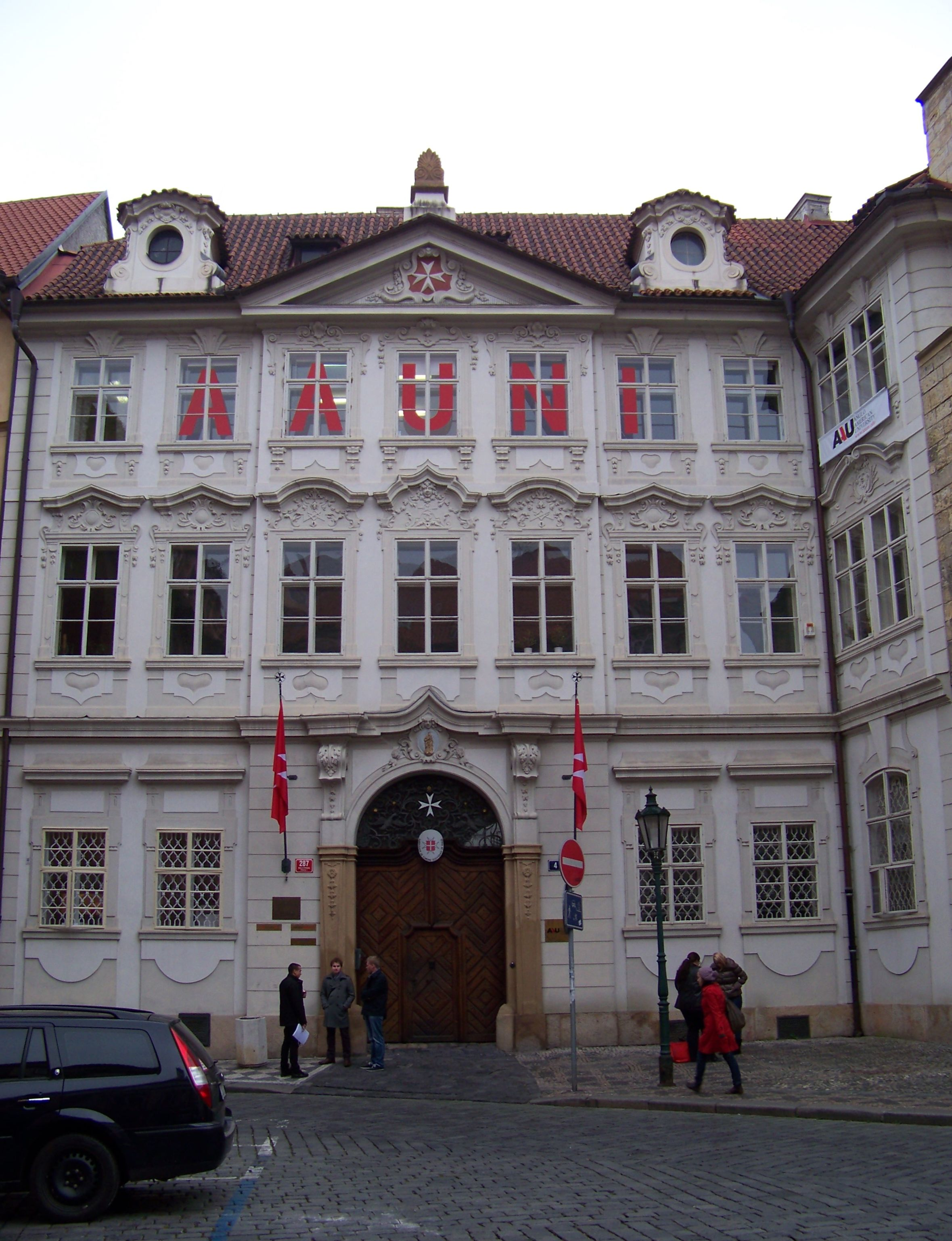
Ambassade de l'OSM à Prague.

L'Ordre incardiné au Saint-Siège est reconnu par celui-ci depuis 1953 ; si ses actions ne sont plus militaires elles sont clairement hospitalières et plus généralement humanitaires. L'ordre souverain de Malte « maintient un certain nombre d'apparences étatiques et conserve le vocabulaire diplomatique » : il possède, par exemple, un drapeau, déclare entretenir des relations diplomatiques avec 113 États et délivre des passeports pour faciliter ses actions humanitaires. Faut-il encore pouvoir assimiler l'Ordre à des catégories connues du droit international, un État, un gouvernement en exil ou une organisation internationale. « Il manque à l'Ordre trop d'éléments pour que le qualifier d’État soit autre chose qu'un abus de langage, qu'une erreur ». Ce ne peut être un gouvernement en exil, la renonciation de Hompesch de tous ses droits de souveraineté sur Malte au profit de la République française ne peut être effacée. Il ne peut non plus être considéré comme une organisation internationale, il n'est qu'un type d'organisation non gouvernementale qui ne peut entrainer « aucune conséquence juridique et ne correspond pas à l'analyse de l'Ordre sur sa propre nature juridique ».
En 1933, la convention de Montevideo s'est appliquée à définir la nature d'un État souverain en droit international suivant quatre critères : contrôler un territoire défini ; être peuplé d'une population permanente ; posséder un gouvernement et avoir la possibilité d'entrer en relation avec d'autres États. Avec son histoire unique et ses circonstances actuelles inhabituelles, le statut exact de l’Ordre en droit international respecte au maximum trois des quatre critères et, de ce fait, produit de nombreux débats. Certains chercheurs ont remis en cause la souveraineté de l'Ordre en raison du fait que l'Ordre ne dispose pas de territoires géographiques et en raison des relations de l'Ordre avec le Saint-Siège. Le lien entre le Saint-Siège et l’Ordre souverain de Malte était considéré comme si étroit qu’il remettait en question la souveraineté réelle de l’Ordre en tant qu’entité distincte.
Certains experts juridiques affirment que la prétention de souveraineté de l'Ordre ne peut être maintenue. Wilhelm Wengler rejette l'idée selon laquelle la reconnaissance de l'Ordre par certains États, (par exemple, la République de Saint-Marin en 1935 a reconnu l'Ordre comme un État souverain à part entière.) en ferait un sujet de la loi internationale. Ian Brownlie écrit que « Même dans le domaine de la reconnaissance et des relations bilatérales, les capacités juridiques d'institutions comme l'Ordre souverain de Malte doivent être limitées simplement parce qu'elles n'ont pas les caractéristiques territoriales et démographiques des États. » Helmut Steinberger déclare que « à l'exception historique du Saint-Siège, qui entretient des relations diplomatiques avec plus de 100 États, dans le droit international contemporain, seuls les États, par opposition aux organisations internationales ou aux autres sujets de droit international, se voient accorder la souveraineté. »
D'autres juristes plaident en faveur de la revendication de souveraineté de l'Ordre. Georg Dahm affirme que l'Ordre est un « sujet de droit international sans territoire ». Berthold Waldstein-Wartenberg écrit que la souveraineté de l'Ordre et sa personnalité en droit international sont « généralement reconnues par la doctrine du droit international ». Gerhard von Glahn affirme que « l'Ordre peut être classé comme sujet non étatique du droit international, bien que d'une nature quelque peu particulière ». Rebecca Wallace explique qu'une entité souveraine ne doit pas nécessairement être un pays et que l'Ordre en est un exemple.
L'ordre souverain de Malte se déclare sujet de droit international public comme possédant une souveraineté fonctionnelle, différence importante avec la souveraineté étatique. L'Ordre n'est pas classé par les instances internationales comme « État non membre » ni comme « organisation intergouvernementale », mais plutôt comme l'une des « autres entités ayant reçu une invitation permanente à participer en tant qu'observateurs ».
En fait, l'ordre souverain de Malte est reconnu auprès des organisations internationales, en tant qu'organisation non gouvernementale et non comme État souverain ; le Blue Book des Nations unies précise au sujet du titre d'ambassadeur de l'ordre souverain de Malte que « Le titre d'ambassadeur, lorsqu'il s'applique au représentant d'une entité autre qu'un État, ne doit pas s'entendre comme indiquant en soi le droit aux privilèges et immunités diplomatiques. L'Ordre dispose d'un siège d'observateur permanent auprès des Nations unies comme le veut « la longue tradition d’assistance humanitaire qui caractérise l’Ordre souverain et militaire de Malte et le rôle spécial de cette institution dans les relations humanitaires internationales » et également auprès de la Commission européenne et des principales organisations internationales.
Même en tenant compte du statut diplomatique d'ambassadeur de l'Ordre auprès de nombreux pays, une prétention au statut souverain est parfois rejetée. Breycha-Vauthier précise « l'ordre ayant une personnalité en droit international particulier et non en droit international général, son droit de légation dépend de la reconnaissance individuelle de chaque État recevant ». Puisqu'il est ainsi reconnu à l'Ordre le droit à légation, celui-ci peut entretenir des relations bi-latérales avec tous les pays qui le souhaitent. Mais le manque d'un territoire pose à l'ordre souverain de Malte un autre problème : il est impossible pour l'Ordre de recevoir auprès de lui des ambassadeurs autres que ceux déjà habilités auprès du Saint-Siège, n'ayant pas la possibilité d'assurer ce statut d'ambassadeur sur le territoire italien.
L'Ordre a établi son siège à Rome, Via dei Condotti, près de la place d’Espagne, au « palais magistral ». Cet Ordre souverain sans territoire à la souveraineté fonctionnelle et non étatique dispose de deux implantations au statut d’extraterritorialité, pour son « palais magistral » de la Via Condotti, où résident le grand maître et le gouvernement de l’Ordre, et la « villa magistrale » sur l’Aventin qui abrite le grand prieuré de Rome. L’ambassade de l’Ordre auprès de la République italienne jouit également du statut d'immunité diplomatique concédé par l'Italie.
Le statut d'État souverain n'est pas reconnu officiellement par la France, la Belgique, le Luxembourg, la Suisse et le Canada.

### Ordre militaire
L'ordre souverain de Malte n'est plus un ordre militaire même s'il participe de près ou de loin à des activités militaires ou para-militaires comme un corps médical ou un corps de protection civile.
Corps médical

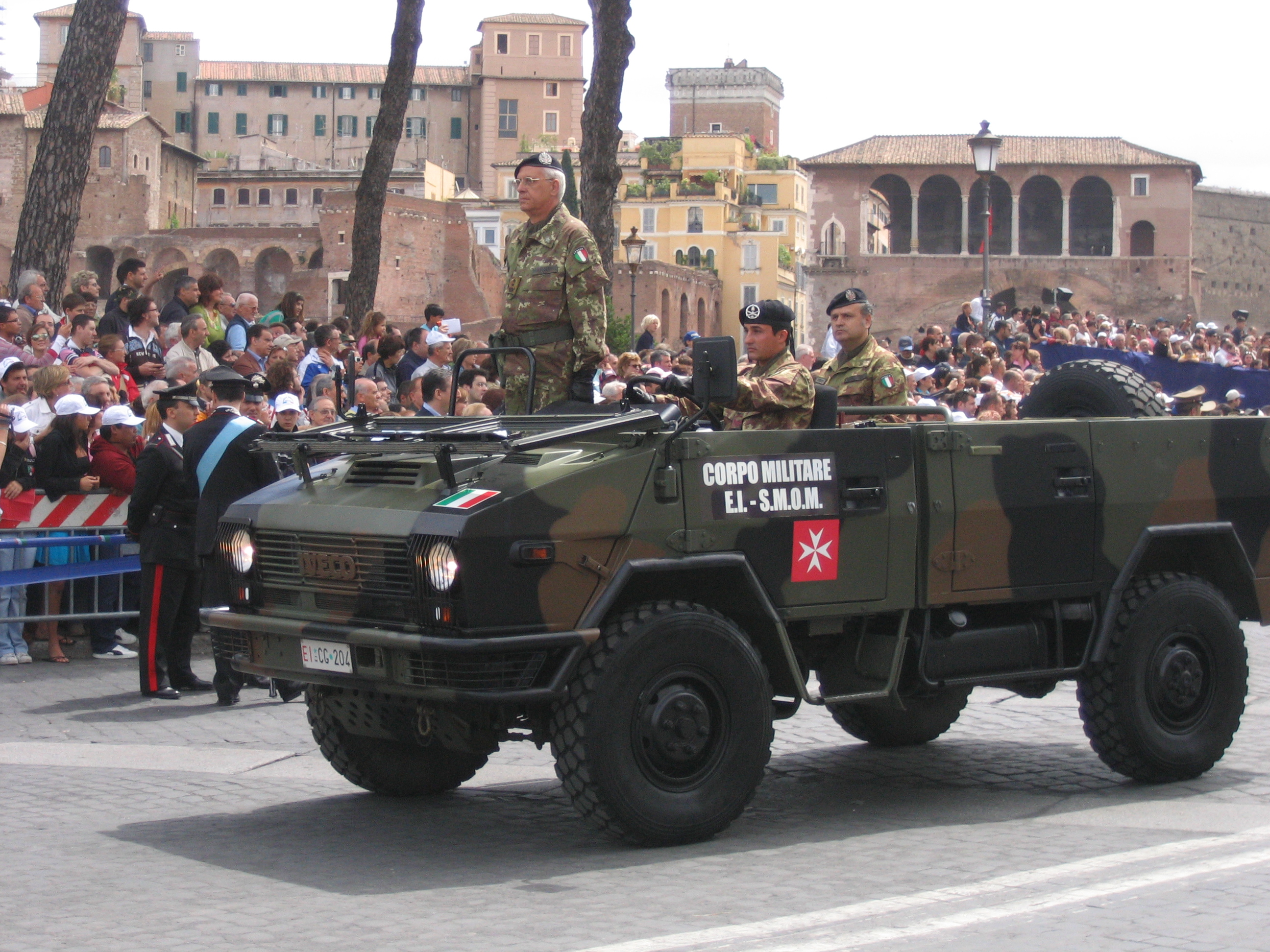
Personnel du corps médical

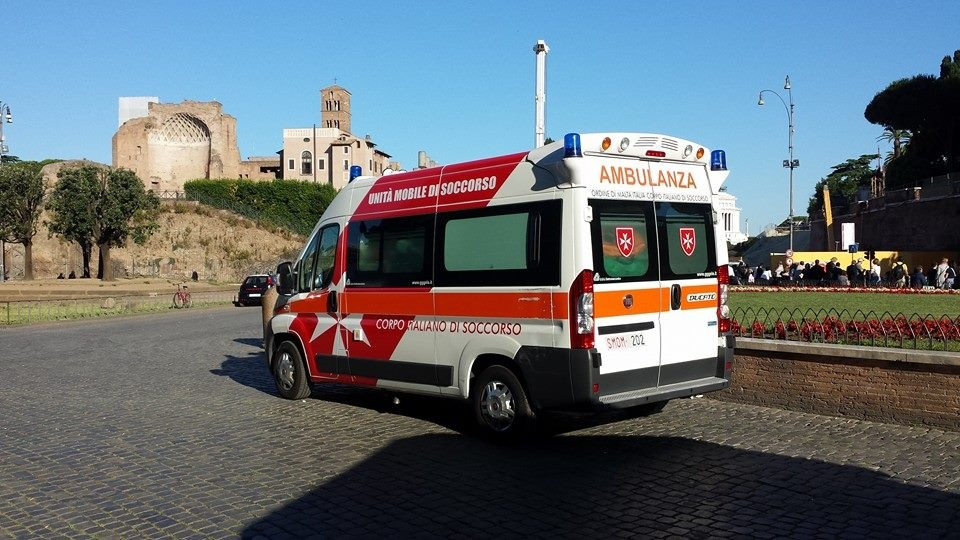
Un véhicule ambulance de secours

Le 26 mars 1876, l'association des chevaliers italiens de l'ordre souverain militaire de Malte (Associazione dei cavalieri italiani del sovrano militare ordine di Malta, ACISMOM) reforme l'armée de l'Ordre en une unité militaire moderne. Cette unité fournissait un soutien médical aux forces armées italiennes. Le 9 avril 1909, ce corps militaire devint officiellement un corps auxiliaire spécial de volontaires de l'armée italienne sous le nom de Corpo Militare dell'Esercito dell'ACISMOM (Corps militaire de l'ACISMOM), portant un uniforme italien. Depuis lors, ce corps militaire a opéré avec l'armée italienne tant en temps de guerre qu'en temps de paix dans des fonctions militaires médicales ou paramédicales. Mais il représente l'Ordre dans des fonctions cérémonielles, comme monter la garde autour des cercueils des hauts officiers de l'Ordre avant et pendant des rites funéraires.
« « Je crois que c'est un cas unique au monde qu'une unité de l'armée d'un pays soit supervisée par un corps d'un autre pays souverain. Il suffit de penser que chaque fois que notre personnel (principalement des médecins) est engagé dans une mission militaire à l'étranger, le drapeau de l'Ordre flotte au-dessous du drapeau italien. » »
— Fausto Solaro del Borgo, président de l'Association italienne de l'ordre souverain militaire de Malte, discours prononcé à Londres en novembre 2007
.
Trains hôpitaux

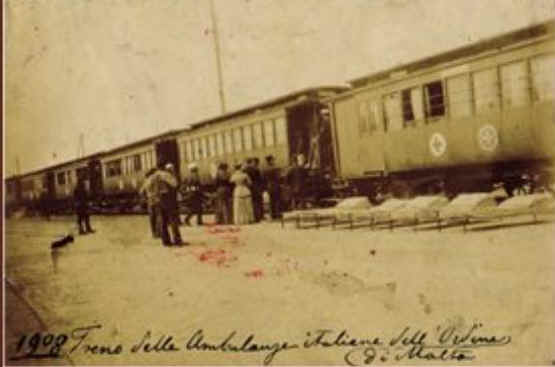
Train hospitalier de l'ordre souverain de Malte en 1908 lors du tremblement de terre de Messine

Le corps militaire, ACISMOM, est connu en Europe continentale pour son exploitation de trains-hôpitaux, un service effectué de manière intensive pendant les deux guerres mondiales.
En 1997, un nouveau train hospitalier, offert par les chemins de fer de l'État italien et l'Union italienne du travail, a été affecté par le ministère de la Défense au corps militaire. Constitué de 28 wagons, il dispose de tout l'équipement de diagnostic d'un hôpital moderne, avec un wagon chirurgical, comprenant un service d'anesthésie et de réanimation, un wagon d'hôpital de jour, un wagon polyvalent (conférences, réfectoire et chapelle), un wagon cuisine et un wagon avec groupe électrogène qui rend le convoi complètement autonome. Les voitures de transport des malades offrent 192 lits, mais en ajoutant d'autres voitures-lits, le train peut monter jusqu'à 400 lits. Les soins de santé sont assurés par 38 médecins et paramédicaux fournis par l'Ordre ainsi qu'un personnel technique fourni par le régiment du génie ferroviaire de l'armée italienne.
Force aérienne

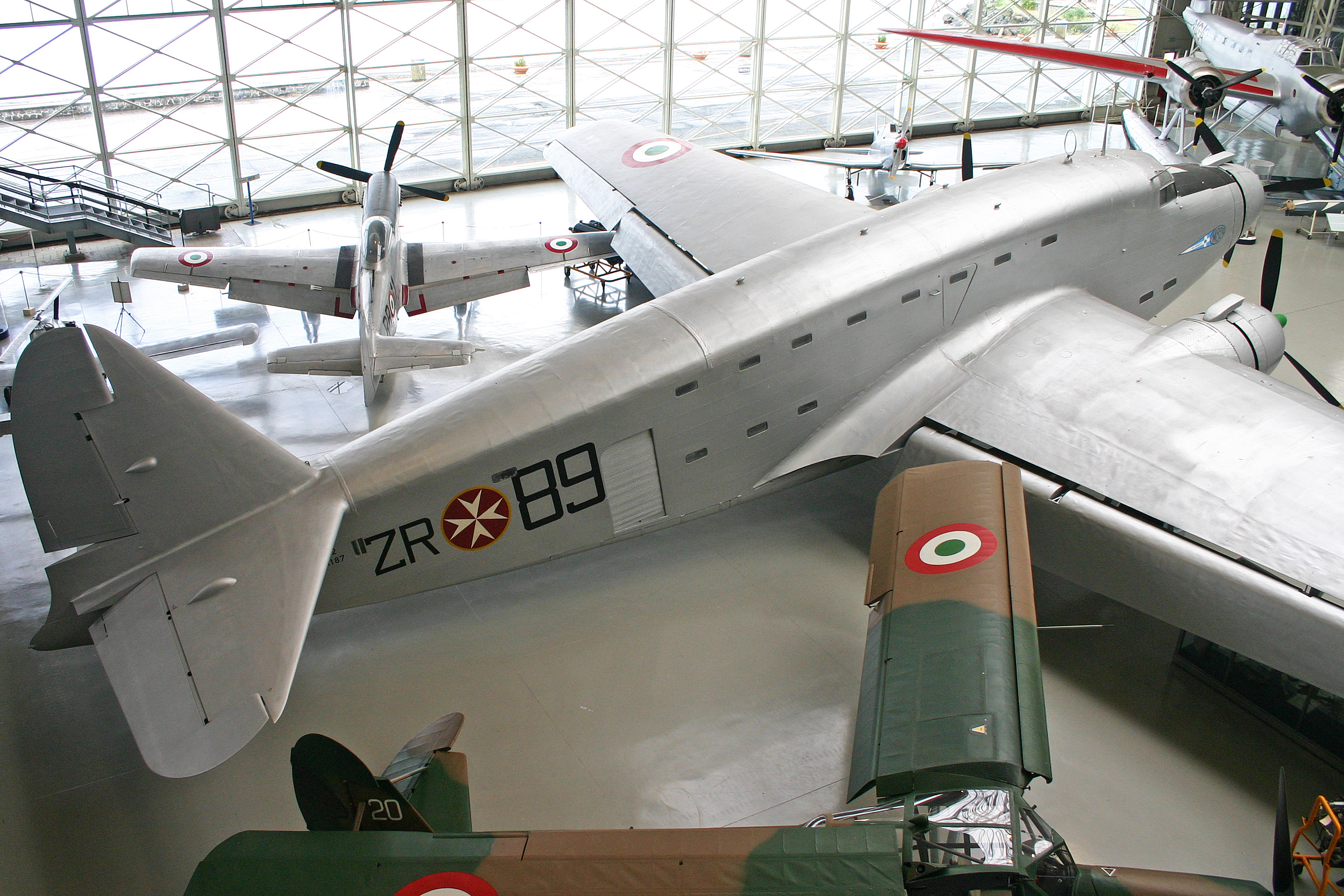
Savoia-Marchetti SM.82 au Musée de l'Armée de l'Air italienne avec la cocarde des SMOM

En 1947, après que le traité de paix de l'après-Seconde Guerre mondiale ait interdit à l'Italie de posséder ou d'exploiter des bombardiers et de n'exploiter qu'un nombre limité d'avions de transport, l'armée de l'air italienne a choisi de transférer certains de ses avions Savoia-Marchetti SM.82 à l'ordre souverain de Malte, en attendant la définition de leur statut exact.
Les SM.82 étaient à proprement parler des avions de transport à long rayon d'action pouvant être adaptés pour des missions de bombardement. Ces avions étaient exploités par du personnel de l'armée de l'air italienne volant temporairement pour l'Ordre, portaient les cocardes de l'Ordre sur le fuselage et les cocardes italiennes sur les ailes. Ils étaient utilisés principalement pour des missions standard d'entraînement et de transport de l'armée, mais aussi pour certaines tâches humanitaires proprement dites de l'ordre souverain de Malte comme le transport des pèlerins malades au sanctuaire de Lourdes.
Au début des années 1950, alors que les restrictions du traité de paix avaient été considérablement assouplies par les autorités alliées, les avions reviennent sous le contrôle total de l'armée de l'air italienne. L'un de ces avions transférés à l'Ordre (toujours avec les cocardes de fuselage de l'Ordre) est conservé au musée de l'armée de l'air italienne.
Corps de protection civile
Le 24 juin 1970 l'association des  chevaliers italiens de l'ordre souverain militaire de Malte (Associazione dei cavalieri italiani del sovrano militare ordine di Malta, ACISMOM) crée le corps italien de sauvetage de l'ordre de Malte (CISOM). Le CISOM, depuis sa création, a développé une vocation médico-sanitaire originelle et a mis en œuvre, à la suite de la signature d'un accord bilatéral d'assistance en cas de catastrophes graves (1991) entre l'ordre souverain de Malte et la République Italienne, un dispositif logistique et des capacités opérationnelles dans les différents secteurs de la protection civile.
Pour ce faire, il dispose d'une flotte de véhicules de plus de 200 unités qui va des ambulances aux véhicules tout-terrain, en passant par les camions et les engins de terrassement. Le corps est également équipé d'un véhicule aérien pour la détection des incendies de forêt et de deux patrouilleurs pour les activités de sauvetage en mer.

### Ordre hospitalier
Avec l'ordre de Saint-Jean de Jérusalem, tous les chevaliers exerçaient divers emplois de santé et soignaient eux-mêmes les malades avec l'aide de spécialistes. Avec l'ordre souverain de Malte, les chevaliers, de quelque grade sont-ils, participent de manière bénévole au soin des malades, des personnes vivant dans l'exclusion de la maladie, du handicap et de la pauvreté dans l'esprit de l'engagement qu'ils ont prononcé lors de leur admission. Les aspects purement médicaux sont traités par des professionnels de la santé financés par les œuvres caritatives de l'Ordre.
Le rôle actuel de l'Ordre est largement axé sur la fourniture d'une aide humanitaire et l'assistance aux relations humanitaires internationales, raison pour laquelle il a le statut d'observateur permanent auprès de l'Assemblée générale des Nations Unies depuis 1994. L'Ordre emploie environ 52 000 médecins, infirmières, auxiliaires et paramédicaux assistés par 95 000 bénévoles dans plus de 120 pays.

## Relations internationales

### Relations avec le Saint-Siège

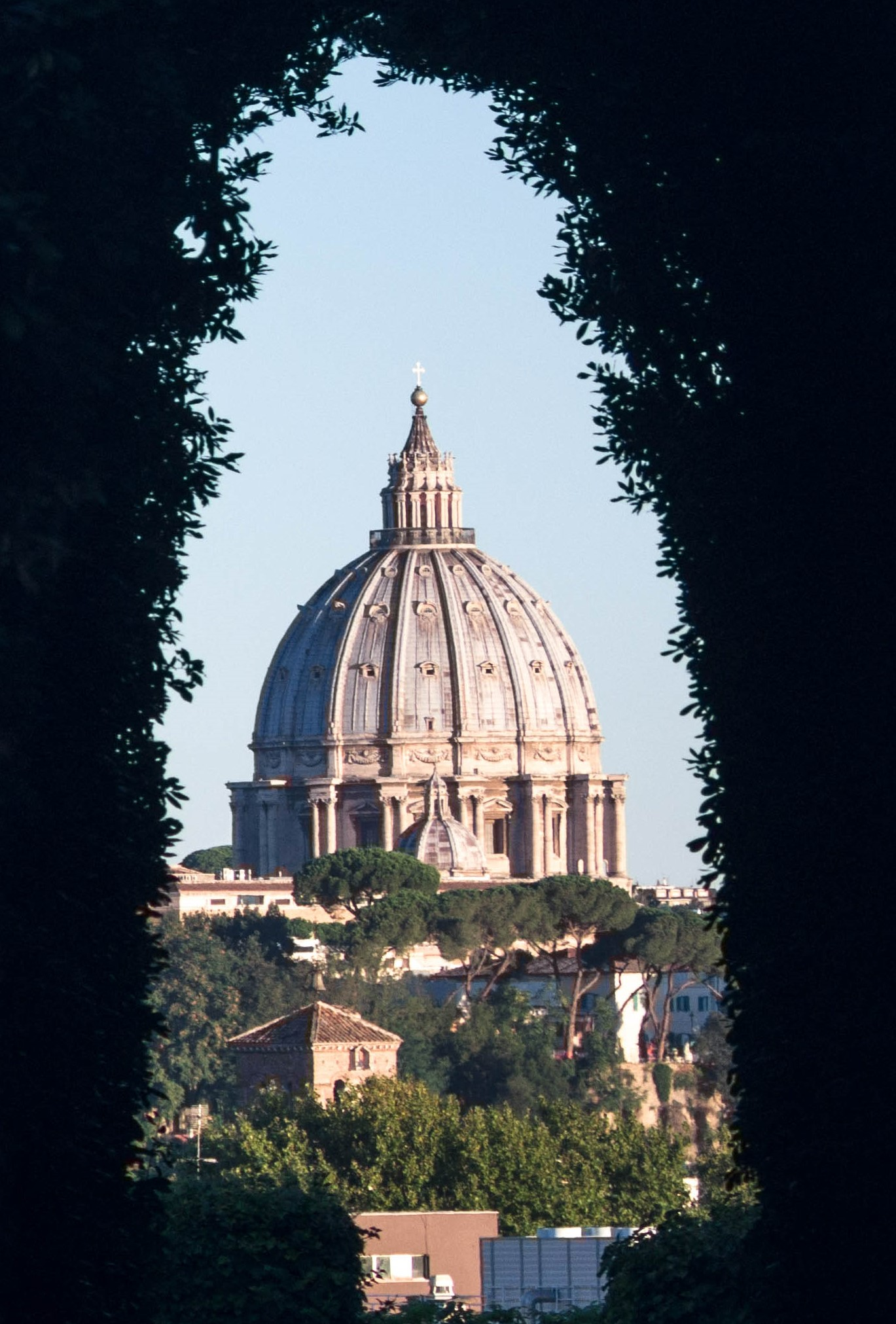
La Basilique Saint-Pierre vue à travers le trou de la serrure de la porte de la villa du prieuré de Malte.

Le 24 janvier 1953, le Tribunal des Cardinaux nommé par le Pape Pie XII a déclaré que « La qualité de l'Ordre souverain de l'institution est fonctionnelle, c'est-à-dire visant à assurer la réalisation des objectifs de l'Ordre lui-même et son développement dans le monde. » Le Tribunal des Cardinaux a en outre déclaré que « Le statut d'Ordre souverain... consiste dans la jouissance de certaines prérogatives inhérentes à l'Ordre lui-même en tant que sujet de droit international. Ces prérogatives, qui sont propres à la souveraineté, conformément aux principes du droit international - et qui, à l'instar du Saint-Siège, ont également été reconnus par certains États, ne constituent cependant pas dans l'Ordre cet ensemble de pouvoirs et de prérogatives, qu'il appartient aux organes souverains au sens plein du terme. »
Le 24 juin 1961, le pape Jean XXIII approuva la Charte constitutionnelle de l'Ordre, qui stipulait que « l'Ordre est une personne morale formellement agréée par le Saint-Siège. Il a la qualité de sujet de droit international »(article 1) et que « le lien intime existant entre les deux qualités d'un ordre religieux et d'un ordre souverain ne s'oppose pas à l'autonomie de l'Ordre dans l'exercice de sa souveraineté et aux prérogatives qui lui sont inhérentes en tant que sujet de droit international à l'égard des États. »(article 3)
Avec la réforme de 2022, le pape reprend tous pouvoirs sur l'ordre souverain de Malte, la forme demeure mais la réalité s'impose. L'ordre souverain de Malte est sous le contrôle direct plein et entier du Saint-Siège. Le pape François a mis des hommes ayant la même vision que lui à tous les postes de responsabilité de l'Ordre. Il ne veut plus réitérer tout ce qui est à l’origine des différentes crises que l'Ordre a subi. Le Saint-Siège ne reconnaît pas sur son territoire les titres de noblesse délivrés par l'ordre souverain de Malte, étant donné que le Saint-Siège (État monarchique absolu) dispose de ses propres tribunaux ecclésiastiques pour les affaires nobles.
L'Ordre dispose de sa propre ambassade auprès du Saint-Siège, depuis 1994 au Palais Savelli Orsini (it).

### Relations avec l'Italie

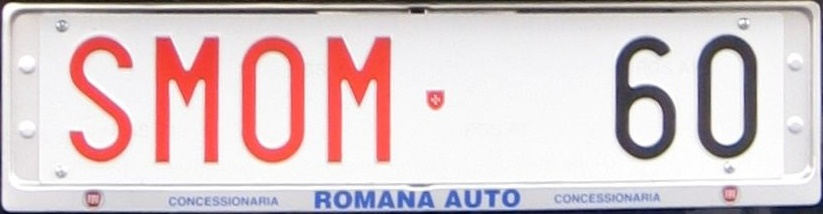
Plaque d'immatriculation italienne de l'Ordre.

L'Ordre a signé des traités avec l'Italie les 20 février 1884, 23 décembre 1915, 4 janvier 1938 et en 1956.
La Cour suprême de cassation a décrété le 6 juin 1974 que « l'Ordre Souverain Militaire Hospitalier de Malte constitue un sujet international souverain, en tous termes égal, même sans territoire, à un État étranger avec lequel l'Italie entretient des relations diplomatiques normales, de sorte qu'il ne fait aucun doute, comme l'a déjà prévenu cette Cour suprême, que l'Ordre a le traitement juridique des États étrangers".
Les deux propriétés les plus importantes de l'Ordre à Rome – le palais magistral, situé Via dei Condotti, où réside le grand maître et où se réunissent les organes gouvernementaux, et la villa du prieuré de Malte sur l'Aventin, qui abrite le prieuré hospitalier de Rome – ainsi que l'ambassade de l'Ordre auprès du Saint-Siège et l'ambassade de l'Ordre en Italie sont toutes reconnues comme extraterritoriales par l'Italie. Comme l'Italie reconnaît, outre l'extraterritorialité, l'exercice par le SMOM de toutes les prérogatives de souveraineté dans son siège, la souveraineté italienne et la souveraineté du SMOM coexistent de manière unique sans se chevaucher.
Par décret du roi Victor-Emmanuel III d'Italie du 28 novembre 1929, « Le Grand Maître de l'Ordre Souverain Militaire de Malte jouit en Italie des honneurs dus aux cardinaux, et prend place après eux ». En outre, « la représentation du Grand Magistère de l'Ordre Souverain Militaire de Malte… suit immédiatement les représentations du corps diplomatique étranger ». Enfin, le décret affirme que les baillis chevaliers grand-croix de justice en Italie seront dénommés « Excellence » (italien : Eccellenza).
L'Ordre est l'un des plus grands propriétaires fonciers d'Italie ; ses propriétés sont exonérées de certains droits italiens.
Les véhicules diplomatiques de l'Ordre en Italie reçoivent des plaques d'immatriculation diplomatiques avec le code « XA ». Les autres véhicules de l'Ordre reçoivent des plaques d'immatriculation italiennes avec le préfixe « SMOM ».

### Relations avec Andorre
En juin 2025, Andorre et l'Ordre souverain militaire de Malte établissent des relations diplomatiques officielles.

### Relation avec Malte

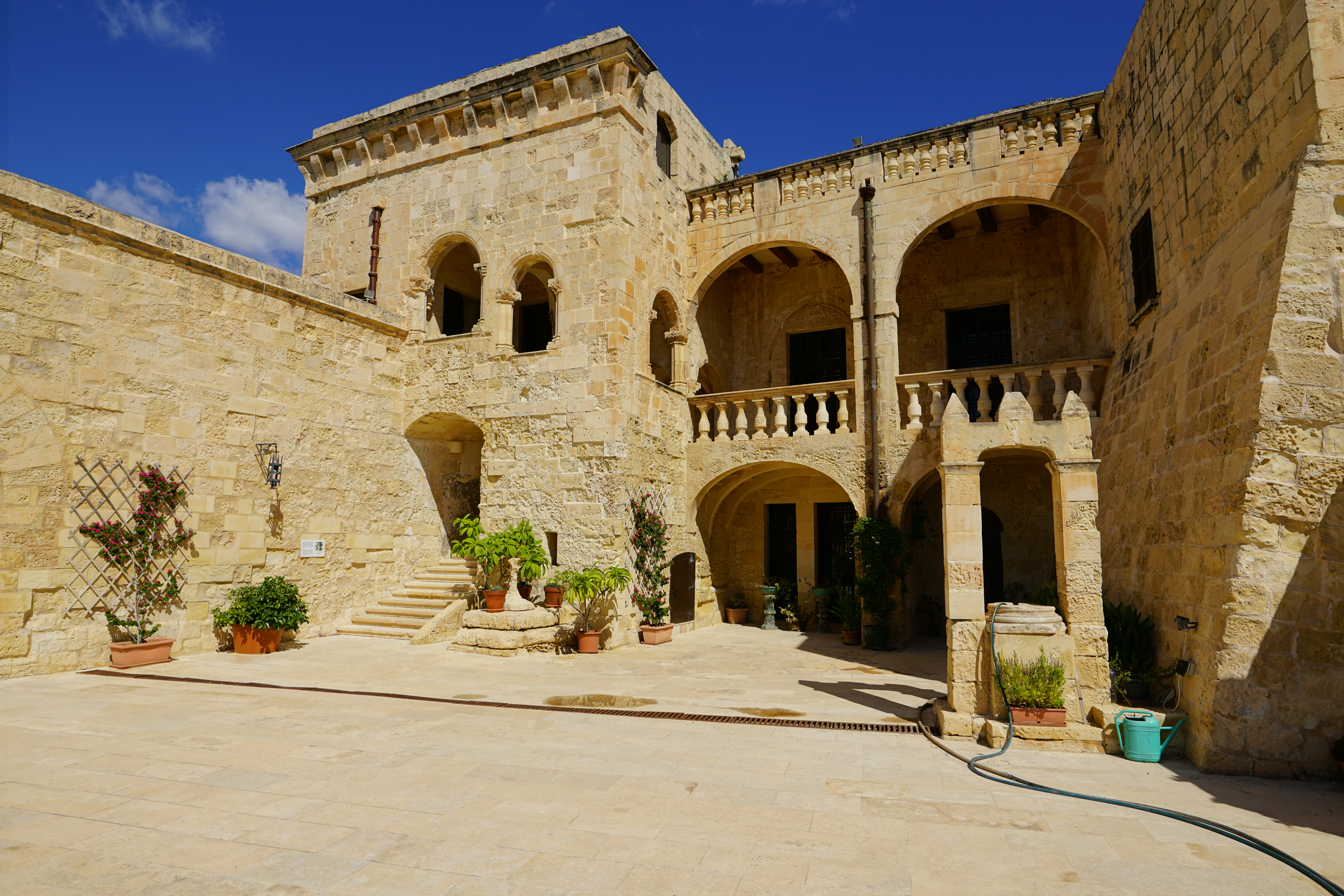
La maison des chevaliers au fort St. Angelo

Deux traités bilatéraux, le deuxième remplaçant le premier, ont été conclus entre l'Ordre et la République de Malte. Le premier traité, daté du 21 juin 1991, n'est désormais plus en vigueur. Le deuxième traité a été signé le 5 décembre 1998 et ratifié le 1er novembre 2001.
Cet accord accorde à l'Ordre l'usage avec une extraterritorialité limitée de la partie supérieure du fort Saint-Ange dans la ville d'Il-Birgu . Son objectif déclaré est « de donner à l'Ordre l'opportunité d'être mieux à même de mener à bien ses activités humanitaires en tant que Chevaliers Hospitaliers de Saint-Ange, ainsi que de mieux définir le statut juridique de Saint-Ange soumis à la souveraineté de Malte sur lui ».
L'accord a une durée de 99 ans, mais le document permet au gouvernement de Malte d'y mettre fin à tout moment après 50 ans. Aux termes de l'accord, le drapeau de Malte doit flotter avec le drapeau de l'Ordre dans une position proéminente sur le fort Saint-Ange. Aucun asile ne peut être accordé par l'Ordre et, en général, les tribunaux maltais ont pleine compétence et la loi maltaise s'applique. Le deuxième traité bilatéral mentionne un certain nombre d'immunités et de privilèges, dont aucun ne figurait dans le traité précédent.

### Relation avec les autres ordres de Saint-Jean

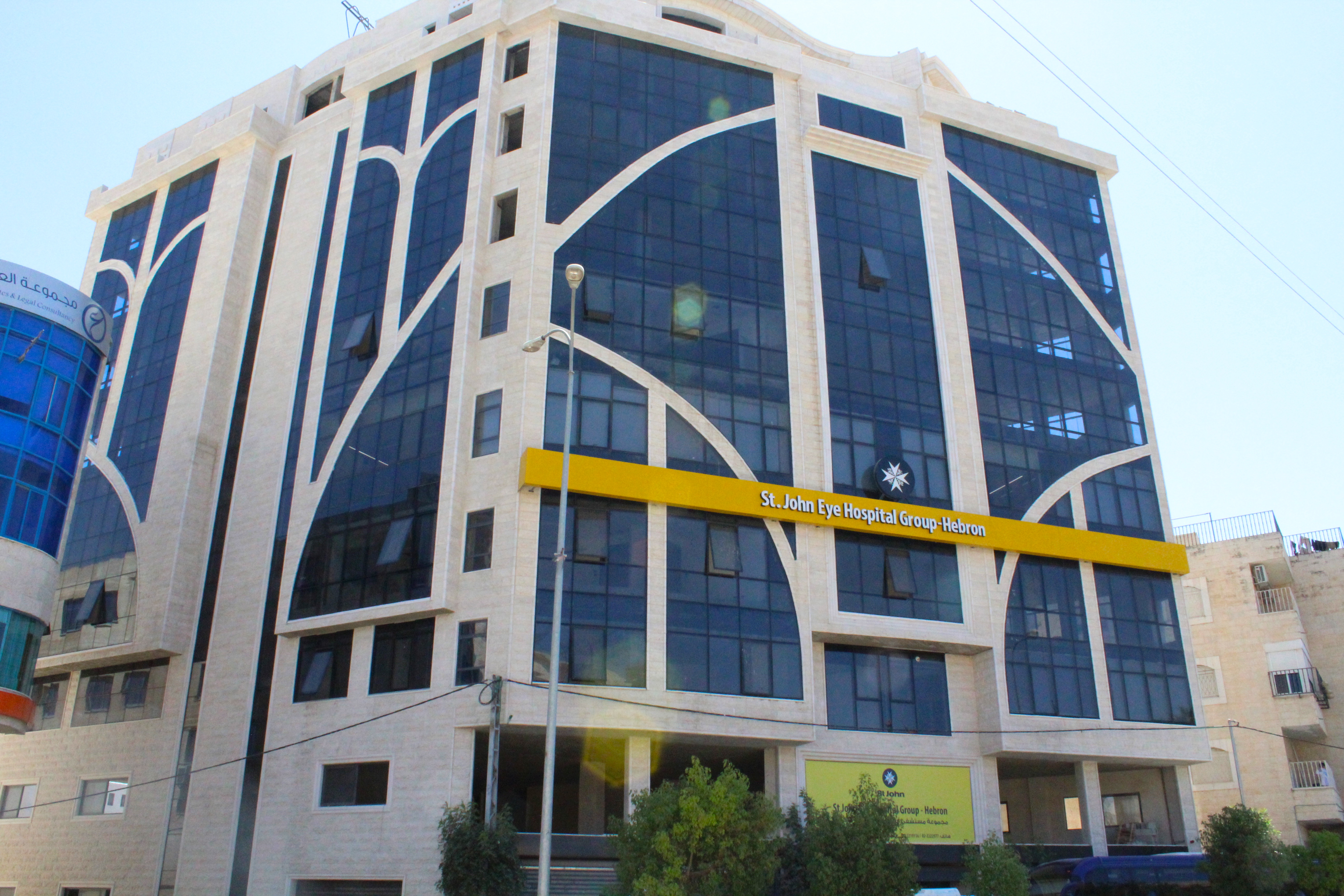
St. John Eye Hospital.

L’Alliance des ordres de Saint-Jean est une association internationale à but non lucratif, créé le 13 juin 1961, pour regrouper et organiser les différentes commanderies et ordres protestants se prévalant de l'ordre historique de Saint-Jean de Jérusalem et dont l'origine remonte à l'éclatement de l'Ordre en 1538 avec l'apparition du protestantisme dans l'ordre catholique. L'Ordre souverain de Malte ne fait pas partie de l'Alliance mais entretient de bonne relation avec ses membres et l'alliance elle-même. Par exemple, l'Ordre est un donateur majeur du St John Eye Hospital de Jérusalem, qui est principalement géré par le Très vénérable ordre de Saint-Jean.

### Relation avec l'Alliance internationale pour la liberté de religion ou de conviction
L'Ordre souverain de Malte, avec Taïwan et le Rapporteur spécial des Nations unies sur la liberté de religion ou de conviction, est l'un des observateurs de l'Alliance internationale pour la liberté de religion ou de conviction (IRFBA), un réseau de pays qui promeut la liberté de religion ou de conviction (FoRB) dans le monde. L'Ordre a rejoint l'Alliance en septembre 2020.

## Activités hospitalières et humanitaires

### Activités hospitalières nationales
L'ordre souverain de Malte a conservé sa mission hospitalière « secourir et soigner » : pour la mener à bien, il dispose d'un personnel en grande partie bénévole. Chaque association nationale organise elle-même ses propres œuvres, qu'elle gère selon les lois du pays où elle réside. Ces associations financent elles-mêmes leurs activités médicales, hospitalières et humanitaires grâce à des cotisations, des dons lors de quêtes nationales ou encore grâce à de nombreux legs.
L'Ordre est organisé aujourd'hui en grands prieurés au nombre de 6 : Rome, Lombardie-Vénétie, Naples et Sicile, Bohème, Autriche et Angleterre, et en associations nationales au nombre de 47 : Allemagne (1859/1867), Royaume-Uni (1875), Italie (1877), Espagne (1886), France (1891), Portugal (1899), Pays-Bas (1911), Pologne (1920), États-Unis (1926), Hongrie (1928), Belgique (1930), Irlande (1934), Argentine (1951), Pérou (1951), Canada (1952), Cuba (1952), Mexique (1952), etc.

### Activités humanitaires internationales

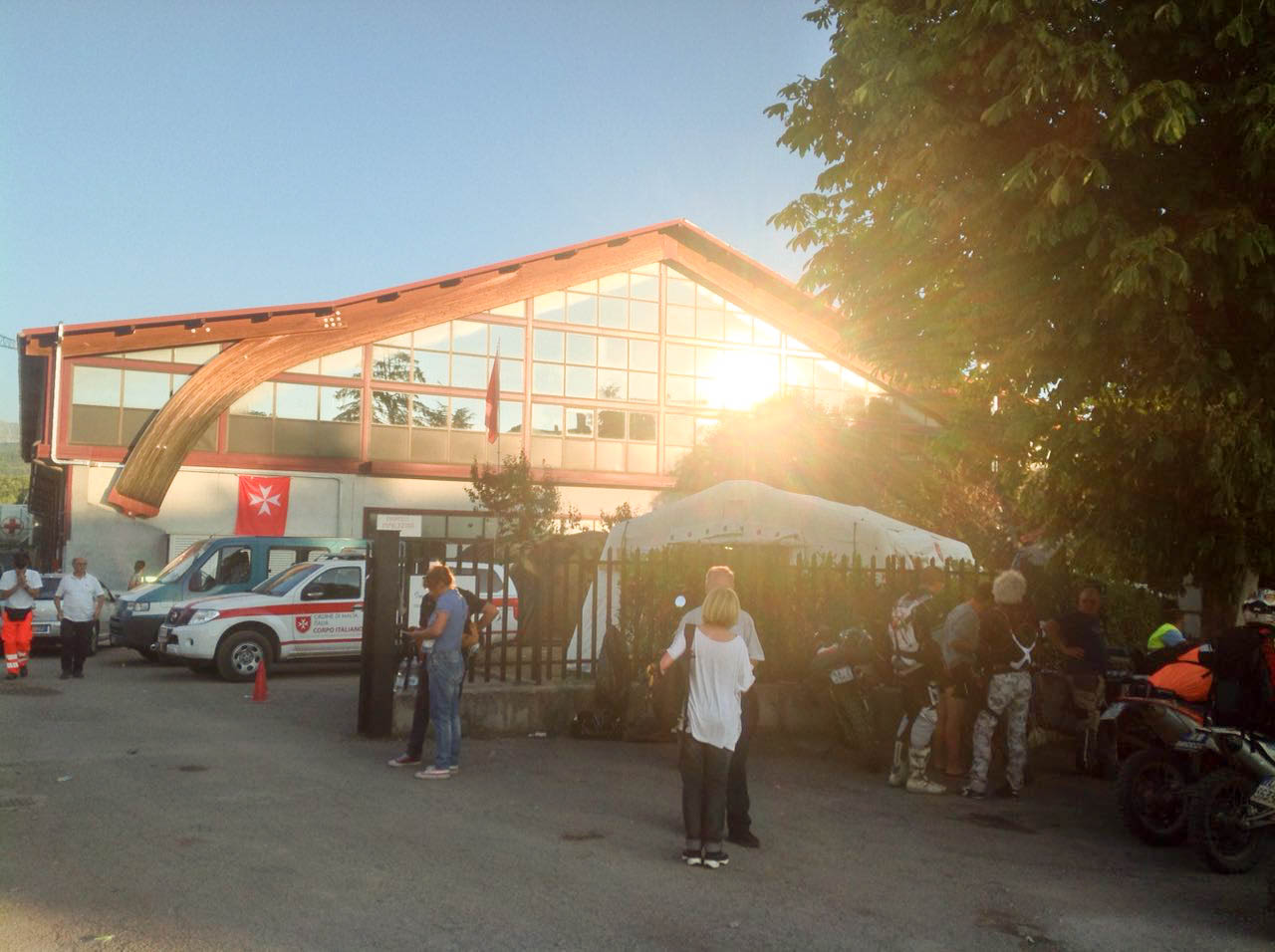
Tremblement de terre dans le centre de l'Italie en 2016. (24 août 2016 : séisme de magnitude 6,2 près du village d'Amatrice).

L'ordre souverain de Malte est présent pour intervenir lors de catastrophes naturelles ou lors de conflits armés comme en 1969 au Biafra, au Viêt Nam en 1974, en Ouganda en 1980 mais aussi, par exemple, en Yougoslavie dans les années 1995–1999 ou en Ukraine.

#### Comité hospitalier international de l'ordre souverain de Malte
En 2005, l'ordre souverain de Malte crée le comité hospitalier international, placé sous la direction du grand hospitalier, et qui a pour mission de coordonner les efforts extra-nationaux humanitaires de chacune des associations de l'Ordre.

#### Malteser International

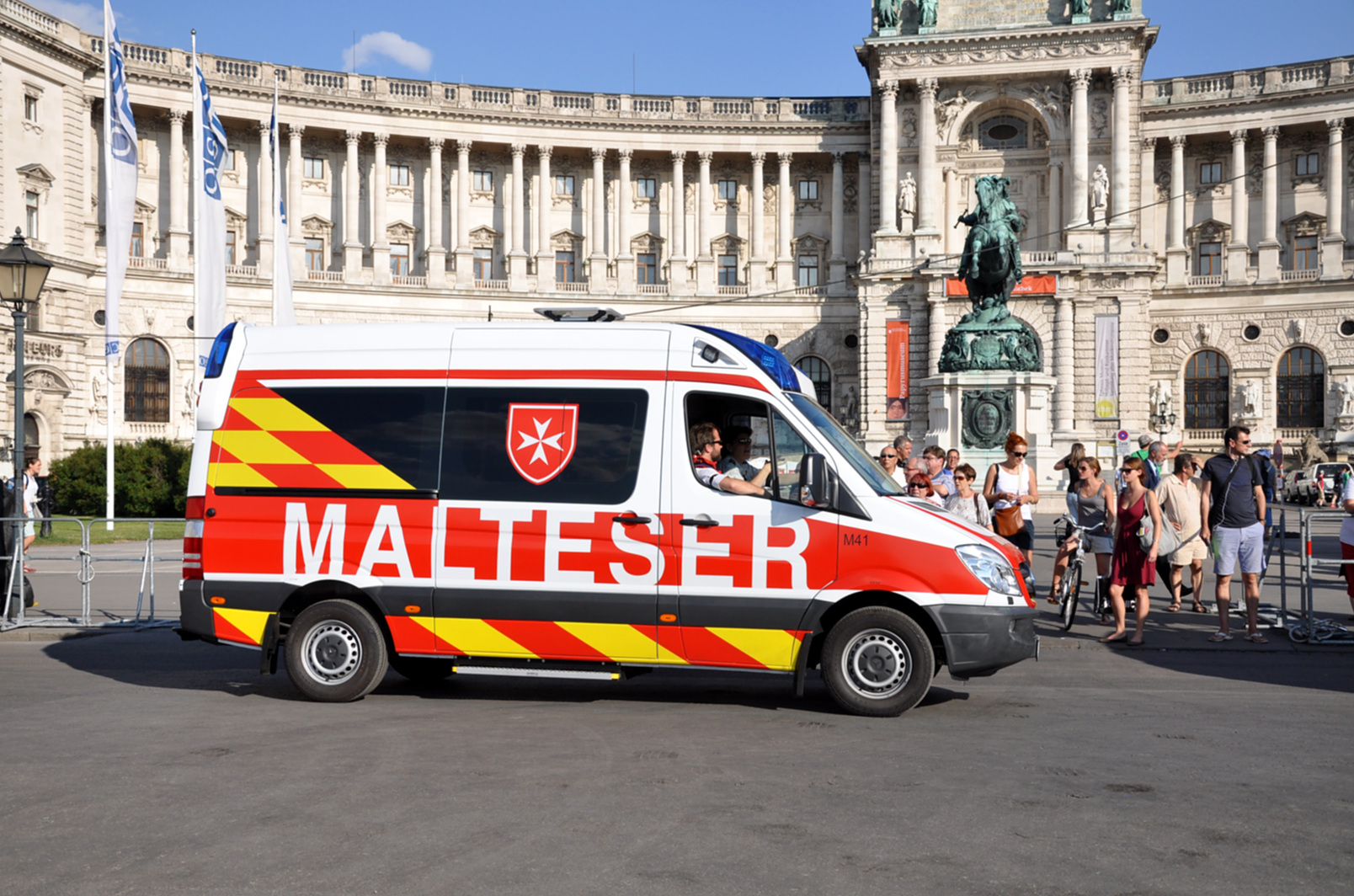
Ambulance de la Malteser International.

On assiste également en 2005 au remplacement de l'ECOM (les Corps d’urgence de l'ordre souverain de Malte) par le Malteser International afin de constituer un nouveau corps de secours international pour l'aide médicale et humanitaire d’urgence. Cette nouvelle structure a son siège à Cologne en Allemagne et regroupe vingt-trois associations dépendant de l'Ordre dans le monde, à savoir l'Autriche, la Belgique, la Bohême, le Canada, la France, l'Allemagne, la Grande-Bretagne, l'Irlande, l'Italie, la Hollande, la Pologne, le Portugal, la Suisse et les trois associations des États-Unis. Le Malteser International hérite de la longue expérience de l'ECOM qui avait été présent, par exemple, au Honduras après le passage de l'ouragan Mitch en 1998-1999, au Kosovo en 1999–2000, au Pérou après le tremblement de terre de 2001, en Afghanistan en 2002–2005. D’autres opérations à caractère médical et d’assistance ont eu lieu au Zimbabwe et en Angola en 2002, en Iraq en 2002–2003. Le Malteser International est actuellement présent dans trente-cinq pays.

#### Comité international de l'ordre souverain de Malte
Le comité international de l'ordre souverain de Malte, abrégé CIOMAL, a été créé en 1958. Il a pour mission de lutter contre la lèpre et de soigner plus globalement les malades. Cette mission, située à Genève en Suisse, s'étend aux handicaps et aux maladies dûes au SIDA.

## Gouvernance
Les travaux de l'Ordre sont régis par sa Charte constitutionnelle et son Code.

### Grand maître
Le grand maître est le chef de l'Ordre et gouverne à la fois en tant que « souverain » et supérieur religieux. Il a « droit aux prérogatives et honneurs souverains ainsi qu'au titre d'« Altesse Très Éminente »(article 12). Il est élu pour un mandat de dix ans et peut être réélu pour un second mandat, mais ne peut exercer aucun mandat au-delà de l'accomplissement de sa 85ème année(article 13, §2).
Le grand maître actuel est Fra' John Timothy Dunlap qui a été élu le 3 mai 2023 « En cas d'empêchement permanent, démission ou décès du grand maître, l'Ordre est gouverné par un lieutenant ad interim en la personne du grand commandeur, qui ne peut accomplir que les actes d'administration ordinaire sans apporter d'innovations »(article 18). Si cela n'est pas possible pour élire un grand maître, on élit un lieutenant du grand maître, qui a les mêmes pouvoirs que le grand maître à l'exception des prérogatives d'honneur propres à un souverain. Le lieutenant ad interim et le lieutenant du grand maître sont tous deux élus et sont appelés Eccellenza, « Excellence ».

### Conseil complet d'état
Il se réunit pour l’élection du grand maître (ou lieutenant). Le grand maître est élu à partir d’une liste de trois candidats proposée par le chapitre des profès. Le candidat qui obtient la majorité absolue des présents est élu. La présence de la majorité absolue des électeurs est requise.
Les électeurs sont le grand maître éventuellement, les membres du souverain conseil, le prélat, les prieurs, les baillis profès, deux chevaliers profès pour chaque prieuré, les sous-prieurs ou régents des sous-prieurés, quinze représentants des présidents des associations nationales et, proportionnellement au nombre de leurs membres, les délégués élus par les assemblées des prieurés, des sous-prieurés et des associations.

### Chapitre général
C'est l'organe suprême de l'Ordre. Il peut apporter des modifications à la Charte constitutionnelle et au Code. Il protège le charisme de l’Ordre, vérifie l’état du patrimoine et oriente les grandes relations internationales. Il élit les titulaires des quatre hautes charges et quatre conseillers du Souverain conseil. En plus, il élit les sept membres de la Chambre des comptes.
Il est convoqué par le grand maître tous les six ans et est composé de représentants des membres des trois classes qui peuvent se rendre libre lors de sa convocation.

### Souverain conseil
Le Souverain conseil est le principal organe directeur de l'Ordre. Il se réunit au moins six fois par an au siège de l'Ordre sur la demande du grand maître. Il assiste le grand maître dans la gouvernance de l'Ordre qui gère les affaires courantes.
Les membres sont le grand maître (ou lieutenant), les titulaires des quatre hauts offices (le grand commandeur, actuellement Fra’ Emmanuel Rousseau, le grand chancelier, Riccardo Paternò di Montecupo, le grand hospitalier, Fra’ Alessandro de Franciscis, et le receveur du Commun trésor, Fabrizio Colonna), les cinq conseillers élus du Conseil des chevaliers profès (Fra’ Richard J. Wolff, Fra’ John Eidinow, Fra’ João Augusto Esquivel Freire de Andrade, Fra’ Thomas N. Mulligan, Fra’ Nicola Tegoni) plus quatre conseillers élus par le Chapitre général, (Francis Joseph McCarthy, Michael Kirk Grace, Clemente Riva di Sanseverino, Josef D. Blotz)(article 25).

### Conseil des profès
Il assiste le grand maître pour tout ce qui a trait au développement spirituel de l’Ordre et dans la gouvernance de la première et deuxième classes. Il se réunit au moins six fois par an au siège de l’Ordre.
Il est présidé par le grand maître (ou lieutenant) et est composé du grand commandeur et cinq conseillers élus par le chapitre des profès. Pour la validité des délibérations, elle nécessite la présence du grand maître, du grand commandeur et de la majorité absolue des membres.

### Chapitre des profès
Il est composé des chevaliers et des chapelains profès de vœux perpétuels qui peuvent se rendre libre. Il prépare la liste de trois candidats pour l’élection du grand maître et la liste de trois candidats pour les quatre hautes charges.
Il élit les cinq conseillers du conseil des profès, qui font aussi partie du souverain conseil et les délégués des chevaliers profès et des chapelains profès au chapitre général. Pour toutes les questions relatives à la première classe, il a compétence exclusive.

## Membres de l'Ordre
Les membres de l'Ordre comprennent environ 13 500 chevaliers, dames et aumôniers. Trente-trois d'entre eux sont des Chevaliers de Justice religieux profès. Jusque dans les années 1990, les classes les plus élevées, y compris les officiers, exigeaient une preuve de lignée noble. Plus récemment, une voie a été créée pour que les Chevaliers et les Dames de la classe la plus basse (dont la preuve de lignée aristocratique n'est pas requise) soient spécialement élevés à la classe la plus élevée, les rendant éligibles à des fonctions dans l'ordre.
Les membres de l'Ordre sont divisés en trois classes, suivant leur degré d'engagement religieux, (profès, obédience ou laïc) dont chacune est subdivisée en plusieurs catégories.
Au sein de chaque classe et catégorie de chevaliers ou dames, il existe des grades de chevalier, de chevalier grand-croix et de chevalier bailli grand-croix.

### Première classe
Ce sont les membres religieux qui prononcent les vœux religieux de pauvreté, de chasteté et d'obéissance.
Ils comprennent :
- Chevaliers de justice ou chevaliers profès
- Aumôniers conventuels profès

En 2023, il y a 33 chevaliers de justice et six aumôniers conventuels profès.

### Deuxième classe
La deuxième classe est composée des chevaliers et dames qui font une promesse d'obéissance.
Ils comprennent :
- Chevaliers et dames d'honneur et de dévotion en obédience
- Chevaliers et dames de grâce et de dévotion en obédience
- Chevaliers et dames de grâce magistrale en obédience

En 2023, il y a 541 chevaliers et 137 dames en obédience.

### Troisième classe
La troisième classe est composée de ceux qui ne font ni vœux ni promesses, mais vivent selon les principes de l'Église et de l'Ordre.
Ils comprennent :
- Chevaliers et dames d'honneur et de dévotion
- Aumôniers conventuels ad honorem
- Chevaliers et dames de grâce et de dévotion
- Aumôniers magistraux
- Chevaliers et dames de grâce magistrale
- Donats de dévotion

En 2023, il y a 12 395 membres de la troisième classe.

### Recrutement de l'Ordre
Toutes les classes sociales sont de nos jours représentées au sein de l'ordre souverain de Malte qui n'exige plus de preuves de noblesse pour être admis depuis 1805, officialisé en 1864, sauf pour être élu à vie grand maître, jusqu’en 2022 où les exigences nobiliaires sont définitivement abolies. L’accent est mis aujourd’hui sur une noblesse d’esprit et de conduite.
Le recrutement commun (hors exceptions) se fait par cooptation après un temps de services qui est variable (de quelques années à de nombreuses années). D'abord pressenti par ses manières d'être et de servir et après quelques années de réflexion le futur chevalier est reçu au sein de l'Ordre. Il devra s'acquitter d'un droit d'entrée et par la suite d'une cotisation annuelle.

## Fonctionnement actuel

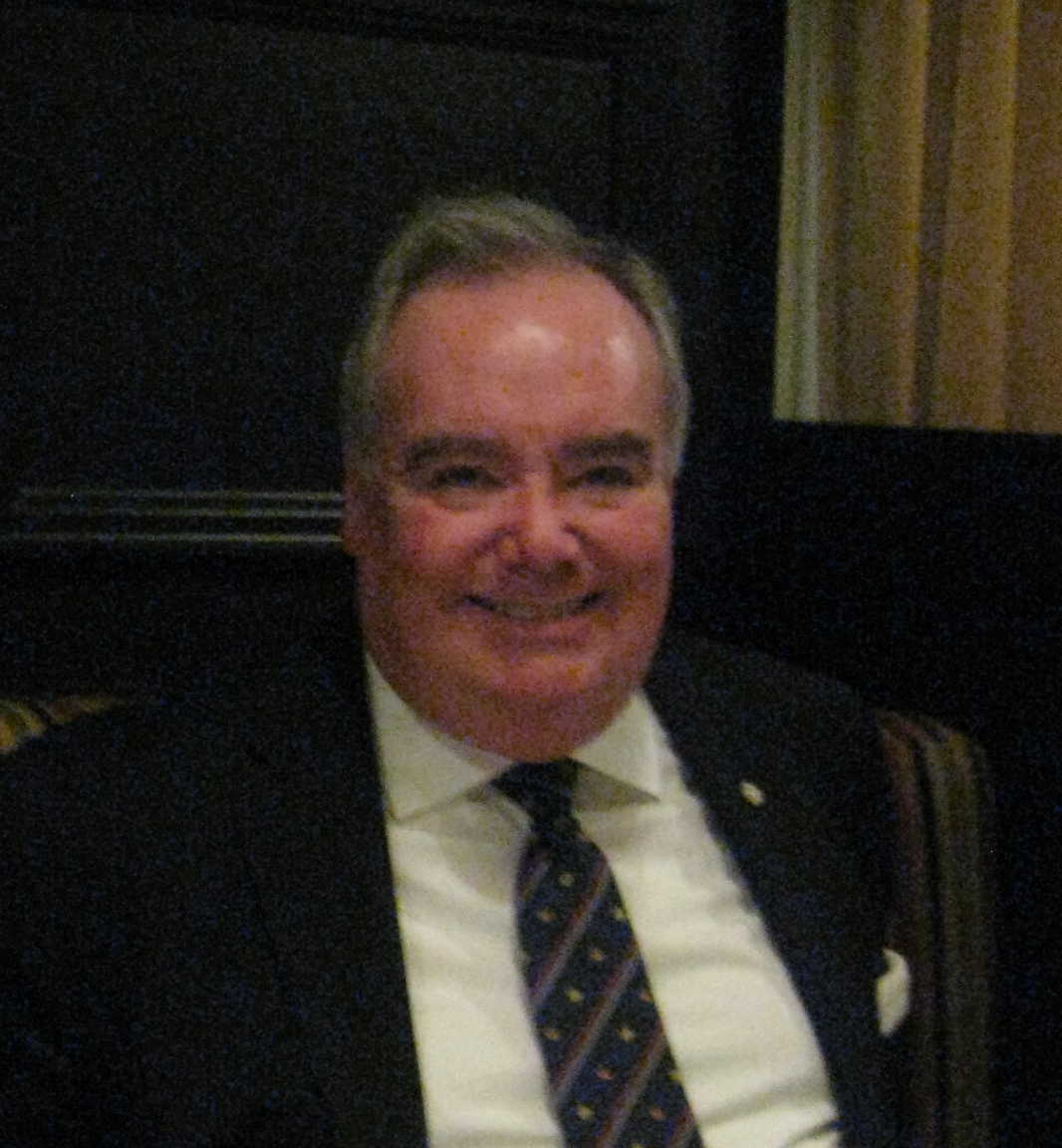
Le 81e et actuel grand maître Fra' John Timothy Dunlap.

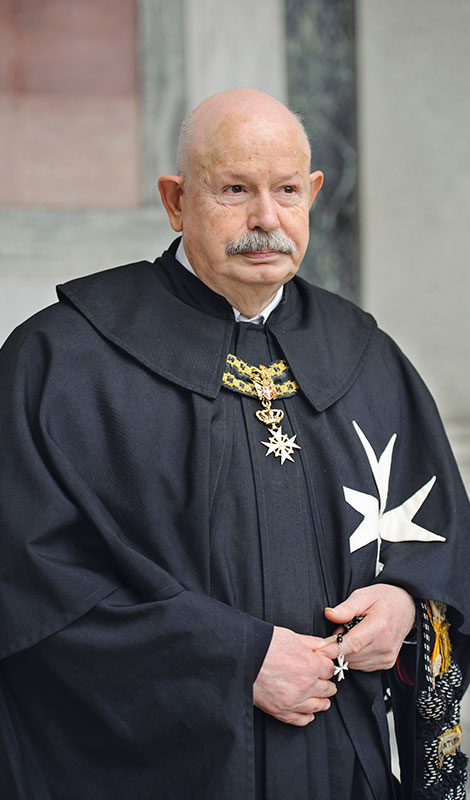
Le 80e grand maître Fra' Giacomo Dalla Torre del Tempio di Sanguinetto (1944-2020).

En 2017, on dénombre environ 13 500 membres de l'ordre souverain de Malte, plus de 100 000 bénévoles réguliers et 25 000 professionnels (médicaux et paramédicaux) à travers 120 pays qui font vivre les activités hospitalières de premiers secours et d’ambulances dans 33 d’entre eux. L’Ordre dispose également d’un corps d’urgence humanitaire, Malteser International, avec un budget de fonctionnement de 36 millions d’euros en 2017.
En France, les Œuvres hospitalières françaises de l'ordre de Malte dénombre 1 800 salariés et 5 500 bénévoles, avec en 2017 un budget de 86 millions d’euros, dont 17 millions de dons du public.
L'Ordre en France fête saint Jean-Baptiste le 24 juin lorsque ses membres se réunissent au château de Versailles.

### Grand maître

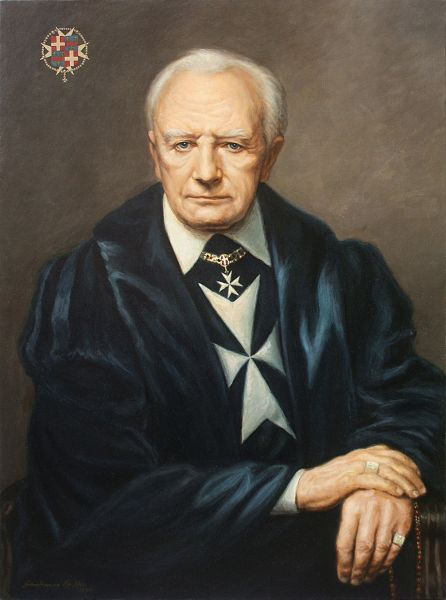
Le 78e grand maître Fra' Andrew Bertie.

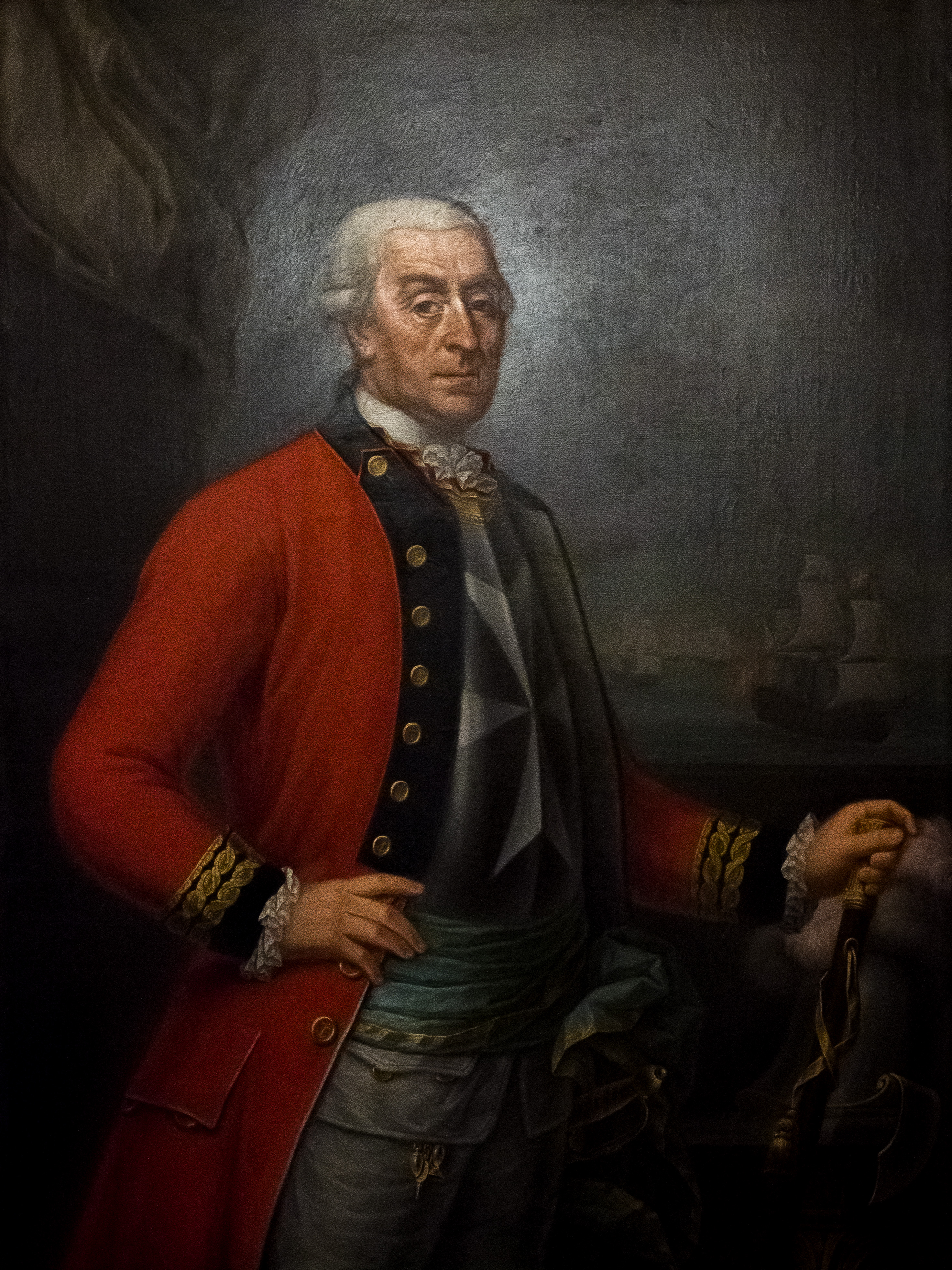
Le 73e grand maître Fra' Giovanni Battista Tommasi (1803-1805).

Le grand maître est élu pour un mandat de dix ans par le Conseil complet d’État en tant que supérieur religieux et exerce donc la suprême autorité. Il doit se consacrer entièrement au développement des œuvres de l’Ordre. Conjointement avec le Souverain conseil, il a en charge d’édicter les mesures législatives non prévues par la Charte constitutionnelle, de promulguer les actes du gouvernement et de ratifier les accords internationaux. Par l’intermédiaire du Receveur du Commun trésor, il administre les biens de l’Ordre. Il convoque le Chapitre des Profès aussi que le Chapitre général.
Les révisions de 2022 de la constitution de l'Ordre ordonnées par le pape François, qui ont supprimé l'exigence traditionnelle selon laquelle le grand maître doit pouvoir prouver une ascendance noble, ont permis l'élection de John Dunlap, d'origine canadienne, à titre de 81e grand maître de l'ordre souverain de Malte le 3 mai 2023.
En 2009, Fra’ John Dunlap est élu membre du Souverain conseil pour un mandat de cinq ans. Il a été réélu pour un autre quinquennat par le Chapitre général en 2014 et en 2019. En tant que lieutenant du grand maître, il a été porté à la tête de l’Ordre souverain de Malte à la suite du décès de Fra’ Marco Luzzago.
Depuis la nomination de Giovanni Battista Tommasi (1803–1805) par le pape Pie VII, il n'y a eu que huit grands maîtres.
À partir de 1864, l'organisation en « langues » de l'ordre souverain de Malte disparaît au profit de la création d’« associations nationales » ou de « prieurés ». En 1879, le pape Léon XIII rétablit la dignité de grand maître qui était vacante depuis la mort de Tommasi en 1805.
Il n'y a plus que 56 frères profès sur les 13 500 membres de l'Ordre dont seulement 11 dans tout l'Ordre ont plus de 50 ans, 10 ans d'ancienneté de vœux et être de noble extraction peuvent être élus grand maître,.
| Période     | Nom                                           |                                                                                         |
| ----------- | --------------------------------------------- | --------------------------------------------------------------------------------------- |
| 1803-1805   | Giovanni Battista Tommasi                     | Grand maître de l'ordre souverain militaire jerosolymitain de Malte, nommé par le pape. |
| 1805-1879   | Vacant                                        | Période noire de l'Ordre.                                                               |
| 1879-1905   | Giovanni Battista Ceschi a Santa Croce        | Élu soixante-quatorze ans après le décès de Giovanni Battista Tommasi.                  |
| 1905-1931   | Galeazzo von Thun und Hohenstein              |                                                                                         |
| 1931-1951   | Ludovico Chigi Albani della Rovere            |                                                                                         |
| 1951-1962   | vacant                                        | Crise de 1951. Remise en cause de la souveraineté.                                      |
| 1962-1988   | Angelo de Mojana di Cologna                   |                                                                                         |
| 1988-2008   | Andrew Bertie                                 |                                                                                         |
| 2008-2017   | Matthew Festing                               |                                                                                         |
| 2018-2020   | Giacomo Dalla Torre del Tempio di Sanguinetto |                                                                                         |
| 2020 - 2023 | vacant                                        | Réforme de 2017. Nouvelle charte constitutionnelle.                                     |
| 2023 -      | John Timothy Dunlap                           |                                                                                         |

### Les lieutenants du grand maître

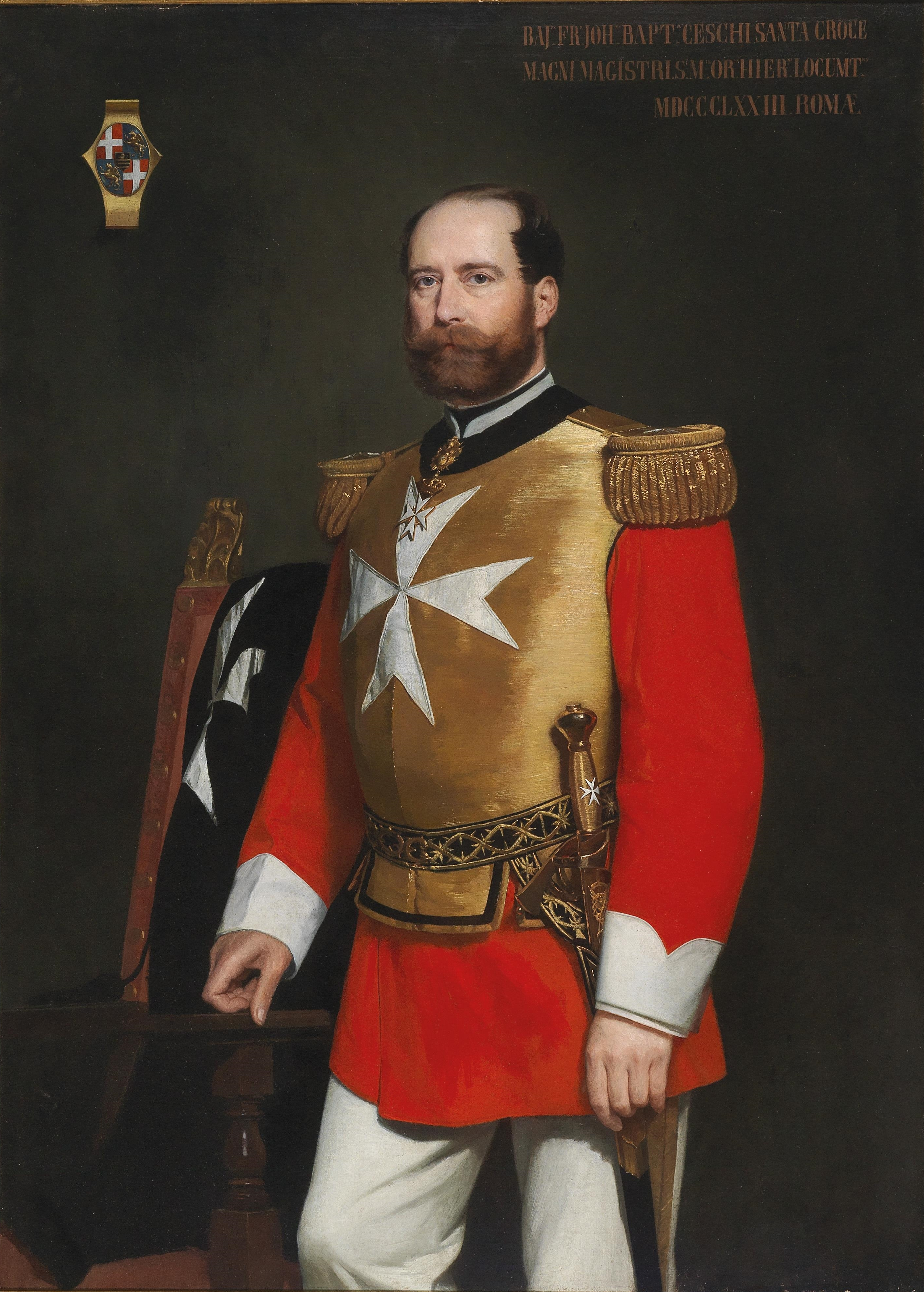
Lieutenant ad interim et 74e grand maître Fra' Giovanni Battista Ceschi a Santa Croce

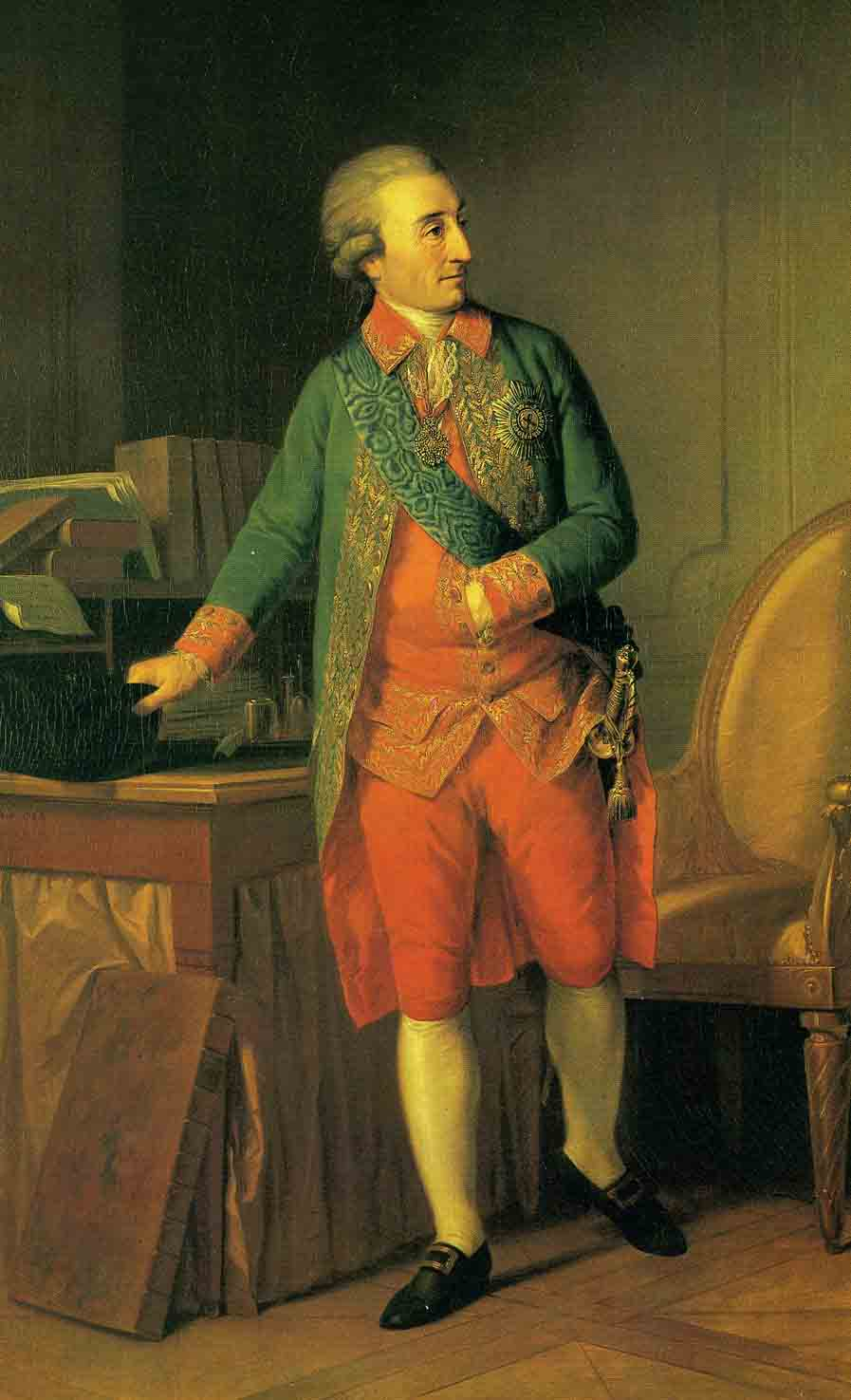
Lieutenant de facto Nicolas Saltykov

Les lieutenants de facto, lieutenants ad interim, lieutenants généraux ou lieutenants du grand maître (suivant les circonstances) sont nommés ou élus avec toutes les prérogatives d'un grand maître au décès ou en l'absence de celui-ci.
| 1801 - 1803 | Nikolaï Saltykov                                 | Lieutenant de facto        | Saint-Pétersbourg        |
| 1805        | Guiseppe Caracciolo di Sant'Erasmo               | Lieutenant ad interim      | Période noire de l'Ordre |
| 1805 - 1814 | Innico Maria Guevara-Suardo (en)                 | Lieutenant ad interim      | Période noire de l'Ordre |
| 1814 - 1821 | Andrea Di Giovanni y Centellés (en)              | Lieutenant ad interim      | Période noire de l'Ordre |
| 1821 - 1834 | Antoine Busca (en)                               | Lieutenant ad interim      | Période noire de l'Ordre |
| 1834 - 1845 | Carlo Candida (en)                               | Lieutenant ad interim      | Période noire de l'Ordre |
| 1845 - 1864 | Filippo di Colloredo-Mels (en)                   | Lieutenant ad interim      | Période noire de l'Ordre |
| 1865 - 1871 | Alessandro Borgia                                | Lieutenant ad interim      | Période noire de l'Ordre |
| 1871 - 1879 | Giovanni Battista Ceschi a Santa Croce           | Lieutenant ad interim      | Période noire de l'Ordre |
| 1951 - 1955 | Antonio Hercolani Fava Simonetti (en)            | Lieutenant général         | Crise de 1951            |
| 1955 - 1962 | Ernesto Paternò Castello di Carcaci (en)         | Lieutenant général         | Crise de 1951            |
| 1988        | Jean Charles Pallavicini (en)                    | Lieutenant ad interim      |                          |
| 2008        | Giacomo Dalla Torre del Tempio di Sanguinetto    | Lieutenant ad interim      |                          |
| 2017        | Ludwig Hoffmann von Rumerstein (en)              | Lieutenant ad interim      | Crise de 2017            |
| 2017 - 2018 | Giacomo Dalla Torre del Tempio di Sanguinetto    | Lieutenant du grand maître | Crise de 2017            |
| 2020        | Ruy Gonçalo do Valle Peixoto de Villas Boas (en) | Lieutenant ad interim      |                          |
| 2020 - 2022 | Marco Luzzago                                    | Lieutenant du grand maître |                          |
| 2022        | Ruy Gonçalo do Valle Peixoto de Villas Boas (en) | Lieutenant ad interim      |                          |
| 2022 - 2023 | John Timothy Dunlap                              | Lieutenant du grand maître |                          |

### Grand commandeur
Le grand commandeur seconde le grand maître pour faire observer les charismes de l’Ordre et pour diffuser et protéger la foi. Il supervise les prieurés, les sous-prieurés, les associations et veille sur tous leurs membres. Il a aussi la responsabilité de la chapelle du palais magistral et la réalisation des pèlerinages de l’Ordre.
En cas de décès, de démission ou d’incapacité permanente du grand maître il assume les fonctions de lieutenant ad interim le temps de l'élection d'un nouveau grand maître.
En 2009, Fra’ Emmanuel Rousseau est élu membre du Souverain conseil de l’Ordre et est réélu en 2014 et 2019. Le 3 septembre 2022, il a été réélu pour six ans par le Chapitre général extraordinaire des 25-29 janvier 2023.

### Grand Chancelier
Sous l’autorité du grand maître, le grand chancelier fait fonction de ministre des affaires étrangères et des affaires intérieures. Il est le chef de l’exécutif. Il a la responsabilité de la politique étrangère de l'Ordre et de toutes les missions diplomatiques. Il a aussi en charge les associations nationales de l’Ordre dans le monde. Il représente l’Ordre vis à vis de l'extérieur, il a la responsabilité de la conduite de la politique et de l’administration interne. Il a aussi la main sur la coordination des activités du gouvernement de l’ordre souverain de Malte.
Riccardo Paternò di Montecupo a pris ses fonctions de grand chancelier le 3 septembre 2022 et a été réélu pour six ans par le Chapitre général extraordinaire des 25-29 janvier 2023.

### Grand Hospitalier
Le grand hospitalier est l'équivalent d'un ministre de la santé et des affaires sociales et de l'action humanitaire. Il coordonne et supervise les œuvres des grands prieurés et des associations nationales. Il a aussi la responsabilité des institutions humanitaires et caritatives de l’Ordre dans le monde.
Le grand hospitalier est secondé par un conseil composé des représentants des différentes régions du monde où l’Ordre est présent.
Fra’ Alessandro de Franciscis a pris ses fonctions le 3 septembre 2022, il a été réélu pour six ans par le Chapitre général extraordinaire des 25-29 janvier 2023.

### Receveur du commun trésor
Le receveur du commun trésor est l'équivalent d'un ministre des finances et du budget. Il gère les biens de l’Ordre en étroite collaboration avec le grand chancelier, sous l’autorité directe du grand maître et sous la surveillance de la Chambre des comptes de l'Ordre. Il a la responsabilité de l’établissement des comptes et de l’état économique et financier de l’Ordre. Il soumet ceux-ci chaque année à l’approbation de la Chambre des comptes et du grand maître, après avis du Souverain conseil.
Fabrizio Colonna est en fonction depuis 3 septembre 2022. Il a été réélu pour six ans par le Chapitre général extraordinaire des 25-29 janvier 2023.

### Cardinal patron
Le Cardinalis Patronus (Cardinal Patron), est soit cardinal lorsqu'il est nommé par le pape, soit bientôt élevé à ce rang[66], il promeut les intérêts spirituels de l'Ordre et de ses membres, ainsi que ses relations avec le Saint-Siège(article 5 § 5).
Après la réforme constitutionnelle de l'Ordre et l'élection de Fra' John Dunlap le 3 mai 2023 par le Conseil complet d'État, comme grand maître, le pape François nomme finalement le 19 juin 2023 Gianfranco Ghirlanda Cardinalis Patronus de l'Ordre.
- Paolo Giobbe (8 août 1961 – 3 juillet 1969)
- Giacomo Violardo (3 juillet 1969 – 17 mars 1978)
- Paul-Pierre Philippe , OP (10 novembre 1978 – 9 avril 1984)
- Sebastiano Baggio (26 mai 1984 – 21 mars 1993)
- Pio Laghi (8 mai 1993 – 11 janvier 2009)
- Paolo Sardi (6 juin 2009 – 8 novembre 2014)
- Raymond Burke (8 novembre 2014-19 juin 2023)
- Gianfranco Ghirlanda (19 juin 2023-présent)

### Délégué spécial
Le cardinal Raymond Burke, Cardinalis Patronus, est nommé en 2014 représentant personnel du pape auprès de l'Ordre, mais le 29 avril 2017, le pape François nomme le cardinal Giovanni Angelo Becciu comme son « délégué personnel » chargé du « renouveau spirituel et moral de l'Ordre ».
De février 2017 à octobre 2020, l'archevêque Silvano Tomasi, futur cardinal, assume les fonctions exercées par le cardinal Angelo Becciu. Le 1er novembre 2020, il est nommé « délégué spécial du pape » auprès de l'ordre souverain de Malte. Il a la charge de préparer la nouvelle constitution de l'Ordre.

### Prélat
Le prélat de l'Ordre est responsable du clergé et assiste le grand maître, le grand commandeur et le coordinateur de la deuxième classe dans le soin de la vie spirituelle et dans l'observance religieuse de tous les membres de l'Ordre(Article 22). Il est nommé par le Pape sur avis du cardinal patron.
Le 21 décembre 2023, le pape nomme Luis Manuel Cuña Ramos (it) comme prélat. Il succède à Jean Laffitte nommé depuis le 4 juillet 2015, et à l'archevêque Angelo Acerbi, qui occupait ce poste depuis 2001.
Luis Manuel Cuña Ramos est lui le prélat, supérieur religieux du clergé de l'Ordre depuis le 4 juillet 2015.

## Ordrepro Merito Melitensi
L'ordre pro merito Melitensi récompense les personnalités qui ont acquis des mérites particuliers envers l'Ordre ou qui ont soutenu ou participé à ses œuvres hospitalières. Les décorés ne deviennent pas pour autant membres de l’ordre souverain de Malte.

## Émissions philatéliques
Depuis 1966, des timbres sont produits par la Poste magistrale de l'ordre souverain de Malte à partir du siège de la Via dei Condotti à Rome. Ils ne sont pas reconnus par l'Union postale universelle (UPU).
Le courrier affranchi avec des timbres de l’Ordre peut uniquement être expédié depuis le siège à Rome en vertu d'un accord signé le 4 novembre 2004 avec l'Italie autorisant la Poste magistrale de l'ordre souverain de Malte à acheminer du courrier avec ses propres timbres vers une cinquantaine de pays.
L'émission de ces timbres procure à l'Ordre des ressources non négligeables ; en particulier depuis qu'ils sont cotés par certains grands catalogues philatéliques italiens, comme le Sassonne ou l’Unificato.
Les timbres servent aussi à la propagande de l'Ordre en mettant en valeur les symboles de l'Ordre ainsi que les périodes historiques marquantes de l'histoire de son prédécesseur l'ordre de Saint-Jean de Jérusalem : on retrouve ainsi des bannières rouges à croix blanche, des portraits de grands maîtres, des scènes religieuses, les armoiries de l'Ordre, des scènes représentant les actions actuelles des Œuvres hospitalières.
Les timbres émis portaient comme valeurs faciales la « monnaie » de l'ordre souverain de Malte, exprimée en grani, en tari et en scudo. Depuis le 1er janvier 2005, les valeurs faciales sont exprimées en euro.

## Émissions monétaires
Depuis que Napoléon s'est emparé de l'île de Malte et en a chassé son grand maître et ses chevaliers, l'ordre souverain de Malte ne frappe plus sa monnaie. En 1961, à la suite des nouveaux statuts reconnus par le pape, l'Ordre, après 180 ans d'interruption, fait refrapper des scudos en argent et en or par la Monnaie italienne, l'Istituto Poligrafico e Zecca dello Stato. Depuis 1964, par ce biais uniquement, l'Ordre souverain de Malte est autorisé à frapper ses propres séries de pièces de monnaie. Ces pièces n'ont aucun cours légal dans aucun pays et sont un moyen pour l'ordre souverain de Malte de se procurer des ressources grâce à l'engouement des numismates.
La monnaie de l'ordre souverain de Malte est le scudo (l'écu). Celui-ci est divisé en 12 tari et en 240 grani. Selon l'ordre souverain de Malte, un scudo équivaut à 0,25 euro. Les pièces émises sont frappées en bronze, en argent et plus rarement en or. Il n'existe aucun billet de banque émis par l'Istituto Poligrafico e Zecca dello Stato qui frappe seulement des pièces de 10 grani en bronze, de 9 tari, de 1 et 2 scudi en argent, et de 5 et 10 scudi en or.

## Sources
- Alain Blondy, L'Ordre de Malte au XVIIIe siècle : Des dernières splendeurs à la ruine, Paris, Bouchene, 2002, 523 p. (ISBN 2-912946-41-7)
- Florent Bonn, « L’ordre souverain et militaire de Malte, puissance internationale la plus petite et la plus jalousée sous la tutelle pontificale », Le Monde diplomatique,‎ octobre 1956 (lire en ligne)
- Philippe du Puy de Clinchamps, La Noblesse, Presses universitaires de France, coll. « Que sais-je ? », 1959
- Philippe du Puy de Clinchamps, La Chevalerie, Presses universitaires de France, coll. « Que sais-je ? », 1966 (1re éd. 1961), chap. 972
- Philippe Conrad, « Des chevaliers de l'hôpital de Saint-Jean-de-Jérusalem à l'ordre de Malte », sur clio.fr, mars 2002 (consulté le 22 mai 2016)
- Dominique Larger et Marcel M. Monin, « À propos du Protocole d'Accord du 5 septembre 1983 entre « les services gouvernementaux français » et la  « représentation officielle en France » de l'Ordre de Malte : quelques observations sur la nature juridique de l'Ordre de Malte », dans Annuaire français de droit international, vol. 29, 1983.
- (en) Henry Sire, The Knights of Malta, New Haven, Yale University Press, 1994
- Bertrand Galimard Flavigny, Histoire de l’ordre de Malte, Paris, Perrin, 2006 (ISBN 2-262-02115-5)
- Bertrand Galimard Flavigny, Histoire de l'ordre de Malte, Tempus Perrin, coll. « Tempus », 2010, 448 p. (ISBN 978-2-262-03233-3) édition revue et augmentée.
- A. C. Breycha-Vauthier, L'ordre S. M. Jerosolymitain de Malte — Évolutions récentes autour d'une ancienne organisation internationale, Max-Planck-Institut für ausländisches öffentliches Recht und Völkerrecht, 1956
- (en) V. Mallia-Milanes, Hospitaller Malta, 1530-1798: Studies on Early Modern Malta and The Order of St John of Jerusalem, 1992
- Jonathan Riley-Smith, The Atlas of the Crusades, Oxford, coll. « Facts on File », 1991
- Charte constitutionnelle de l'ordre de Malte (1961)
- Paris Match, numéro 3912 anniversaire 75 ans, 25 avril au 1er mai 2024, page 204-205